# Józef Bem
Józef Zachariasz Bem (ur. 14 marca 1794 w Tarnowie, który w wyniku pierwszego rozbioru w 1772 roku stał się częścią Monarchii Habsburgów, zm. 10 grudnia 1850 w Aleppo w Imperium Osmańskim) – polski generał, strateg, pisarz, inżynier wojskowy, artylerzysta, twórca pierwszych oddziałów wojsk rakietowych w wojsku polskim, dowódca artylerii czynnej w czasie powstania listopadowego, działacz polityczny Wielkiej Emigracji, założyciel dwóch emigracyjnych organizacji: Towarzystwa Historyczno-Literackiego oraz Towarzystwa Politechnicznego Polskiego w Paryżu (pierwszego w historii polskiego towarzystwa inżynierskiego), uczestnik Wiosny Ludów, faktyczny choć nieformalny dowódca trzeciej rewolucji wiedeńskiej (Wiener Oktoberrevolution) 1848 r., naczelny wódz powstania węgierskiego 1848–1849 (od sierpnia 1849), generał armii Imperium Osmańskiego. Bohater narodowy Polski, Węgier i Turcji.

## Rodzina

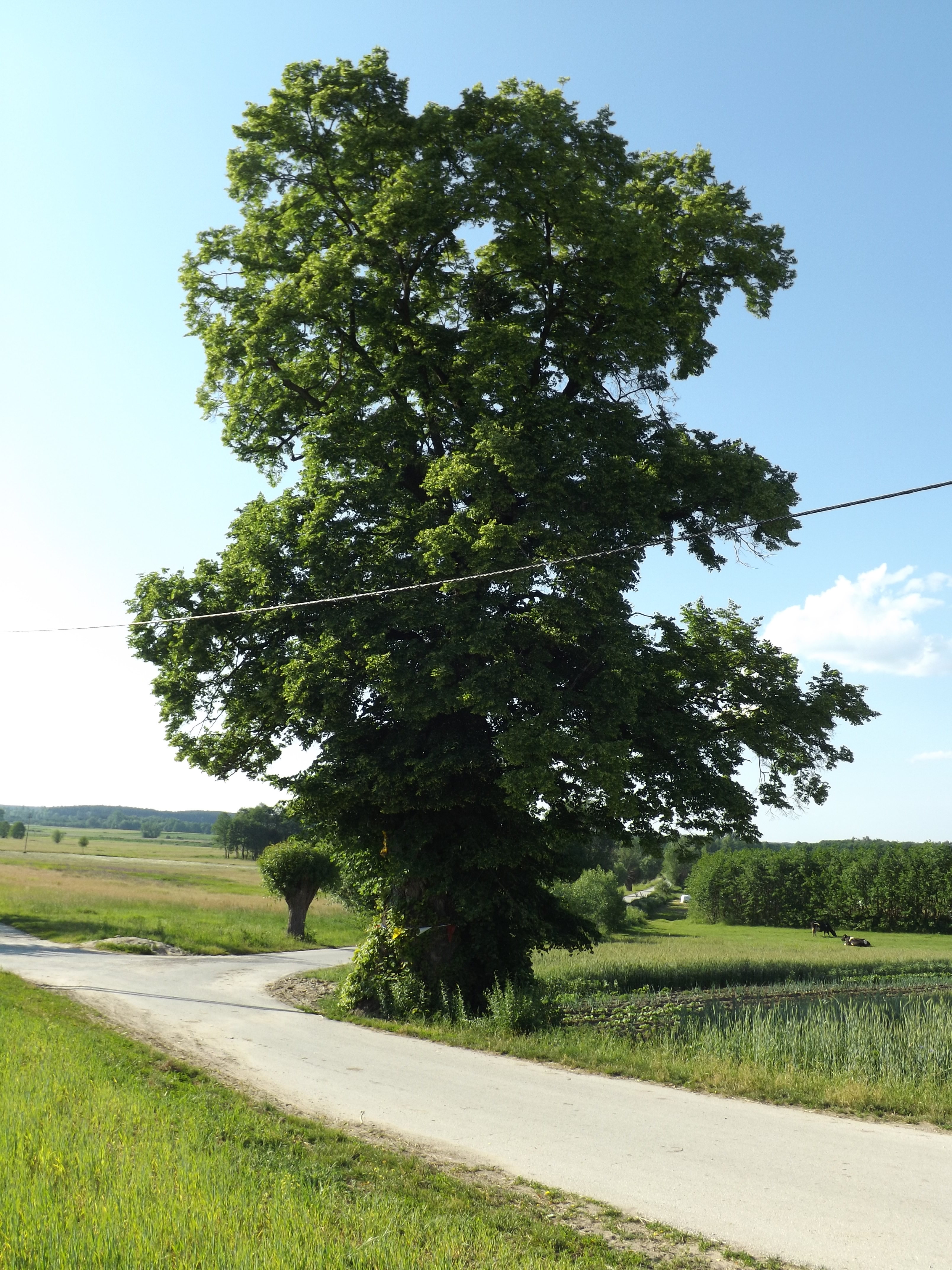
Lipa rosnąca przy drodze do nieistniejącego dworu Bemów, pod którą według tradycji odpoczywał gen. Józef Bem w czasie pobytu u ojca w Słabkowicach

Józef Bem był synem Andrzeja Bema, wnukiem Wojciecha Bema i prawnukiem Christiana Bema, który był synem Kacpra Behma, siodlarza pochodzącego ze Świdnicy na Dolnym Śląsku . Kacper przeniósł się z Dolnego Śląska do Lwowa, w którym otrzymał obywatelstwo miejskie w 1704 r.  Dziad Józefa Bema – Wojciech uzyskał tytuł szlachecki, był rajcą miejskim oraz konsyliarzem króla polskiego Stanisława Augusta Poniatowskiego. Ojciec natomiast pracował w radzie miejskiej miasta Lwowa. W 1792 r. przeniósł się do Tarnowa gdzie był adwokatem w tarnowskim sądzie szlacheckim oraz nauczycielem matematyki. Przed 1790 r. ożenił się z Agnieszką Głuchowską (zapis Gołuchowska pojawia się jedynie w Tarnowie), z którą miał dwóch synów – Jana i Józefa i cztery córki:Domicelę, Katarzynę, Małgorzatę i Julię. Agnieszka Bem, matka Józefa zmarła w 1804 r. w Krakowie. Ojciec ożenił się ponownie w 1807 r. z Marianną Ostafińską.
W 1810 r. Andrzej Bem przeniósł się do Słabkowic – wsi wchodzącej w skład Ordynacji Myszkowskich. W 1812 r. kupił dobra ziemskie składające się z wsi Słabkowice i Skorzów. Zamieszkał w Słabkowicach w zbudowanym przez siebie dworze, a dobra ziemskie Skorzów w 1818 roku sprzedał Janowi Olrychowi Szanieckiemu. W Słabkowicach ojciec generała Bema zamieszkał z drugą żoną Marianną Ostafińską oraz dziećmi. Łącznie generał Józef Bem miał pięcioro rodzeństwa rodzonego oraz siedem sióstr przyrodnich: Karolinę, Wiktorię, Teofilę, Ludwikę, Emilię, Antoninę i Poliksenę i dwóch braci przyrodnich Aleksandra i Konstantego.

## Życiorys

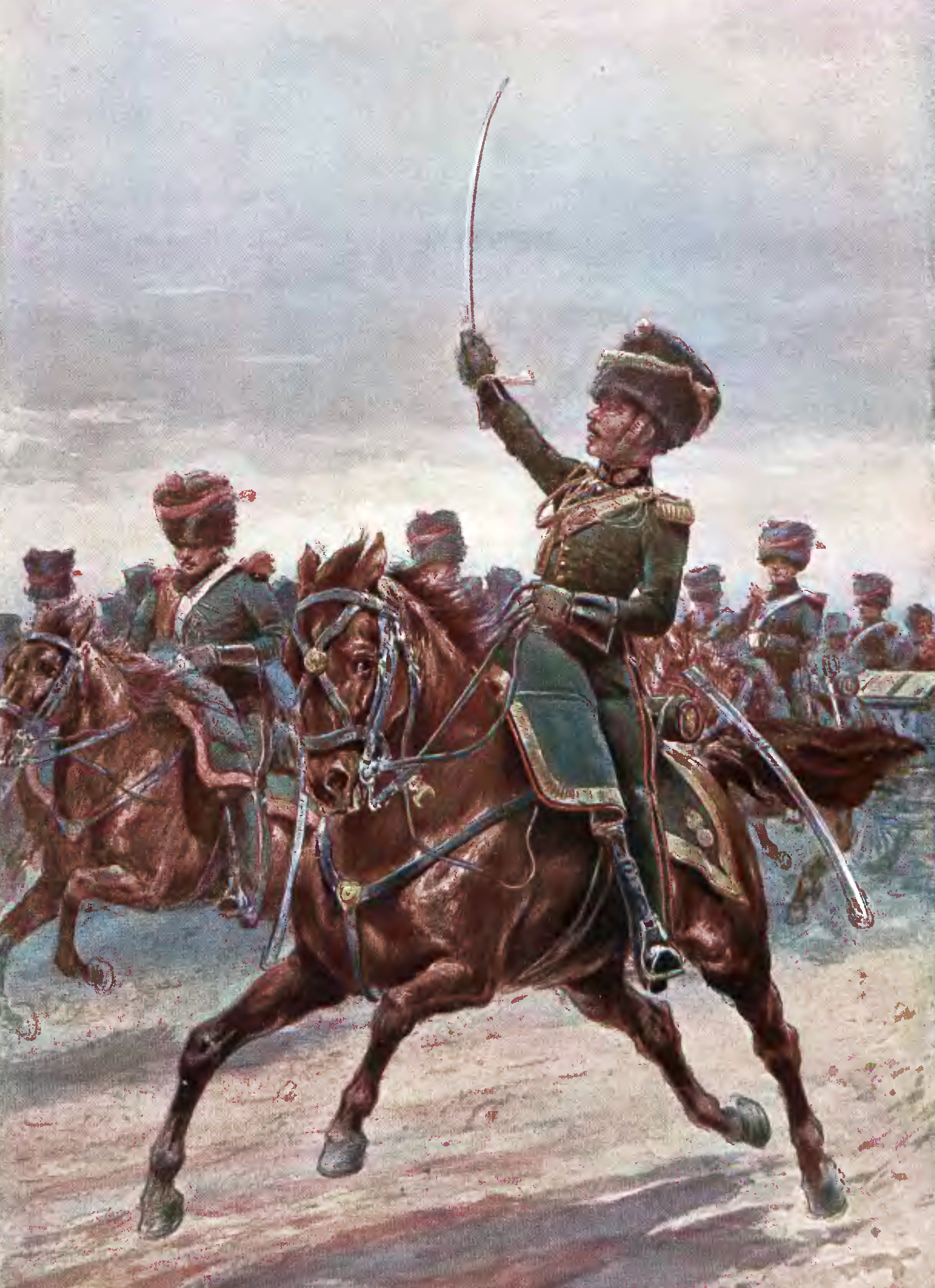
Polska artyleria konna z okresu Księstwa Warszawskiego akwarela Bronisława Gembarzewskiego z 1905

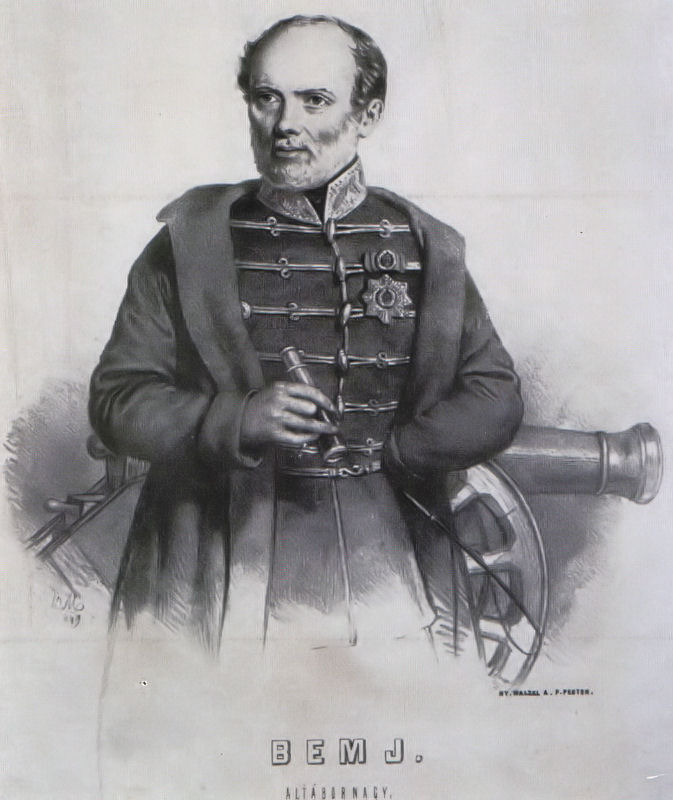
Józef Bem w powstaniu 1848 roku udekorowany węgierskimi odznaczeniami

Józef Bem urodził się 14 marca 1794 roku na przedmieściu Tarnowa nazywanym Burkiem, gdzie jego ojciec Andrzej przeniósł się ze Lwowa, aby objąć posadę adwokata. Na początku 1801 roku rodzina Bemów zamieszkała w Krakowie, w którego okolicy wykupiła dwie pobliskie wsie: Gaj oraz Brzyczynę Górną. W mieście młody Józef ukończył krakowskie Gimnazjum św. Anny, które Austriacy przemianowali na Cesarsko-Królewskie Gimnazjum Akademickie.

### Kariera wojskowa
3 października 1809 roku w wieku lat 15 został umieszczony przez rodziców w Korpusie Kadetów artylerii i inżynierii. Jako podporucznik elew 1 kwietnia 1810 przeszedł do elitarnej warszawskiej Szkoły Aplikacyjnej Artylerii i Inżynierii w której na dwanaście miejsc było 36 kandydatów. Tam zdobył podstawy wiedzy przydatnej w praktyce inżynierskiej, ucząc się arytmetyki, geometrii teoretycznej i praktycznej, trygonometrii, algebry, topografii, a także języków: polskiego, francuskiego, niemieckiego i rosyjskiego. Dzięki edukacji oraz późniejszym podróżom po całej Europie stał się poliglotą. Zajęcia w szkole obejmowały również zajęcia praktyczne. Oprócz strzelania i obsługi dział w programie znalazły się także zajęcia inżynierskie, jak budowanie fortyfikacji oraz mostów.
1 kwietnia 1810 roku został mianowany podporucznikiem artylerii. W celu szkolenia praktycznego otrzymał przydział do artylerii konnej Księstwa Warszawskiego. W latach 1810–1811 ukończył z wyróżnieniem Szkołę Aplikacyjną Artylerii i Inżynierów. Absolwentami tej szkoły byli m.in. gen. Ignacy Prądzyński oraz gen. Wojciech Chrzanowski. Po skończeniu nauki Bem uzyskał z nominacji Józefa Poniatowskiego stopień porucznika II klasy artylerii konnej.
20 stycznia 1812 roku w wieku 18 lat został awansowany na porucznika artylerii I klasy. Wziął udział w kampanii francusko-rosyjskiej w latach 1812–1813 najpierw w I Korpusie Davouta, a później w X Korpusie Macdonalda. W 1812 roku przydzielony został do baterii Władysława Tomasza Ostrowskiego z korpusu Macdonalda stacjonującego pod Rygą. Jako dowódca zwiadu wysłanego nad Dźwinę wykazał się niesubordynacją łamiąc wydane mu rozkazy i bez pozwolenia napadając na rosyjski posterunek, biorąc do niewoli 50 zaskoczonych dragonów carskich. Odbył za to karę aresztu, a jeden z francuskich dowódców stwierdził, że Jeśli ten chłopiec nie skręci za młodu karku to z pewnością zajdzie wysoko. W 1813 roku wraz z całą armią francusko-polską brał udział w odwrocie z Dyneburga. Odznaczony Krzyżem Kawalerskim Legii Honorowej za zasługi w obronie Gdańska przed połączoną armią rosyjsko-pruską w 1813 roku.
Po upadku Gdańska i klęsce Napoleona pojechał do ojca, który w ordynacji pińczowskiej kupił dwie wsie – Słabkowice i Skorzów. Dnia 21 stycznia 1815 roku został wciągnięty na listę oficerów I baterii lekkokonnej; w randze kapitana służył w wojsku Królestwa Polskiego. We wrześniu 1817 roku przywrócono go do służby czynnej w armii Królestwa Polskiego i stacjonował w Łęczycy. W 1818 roku został adiutantem polowym generała Piotra Karola Bontempsa pracując jako inżynier wojskowy w Arsenale Królewskim w Warszawie. Tam w specjalnym, stworzonym na jego potrzeby laboratorium zawodowo zajął się doświadczeniami nad wojskową pirotechniką oraz bronią rakietową.
Już od 1815 roku przeprowadzał własne doświadczenia z rakietami bojowymi – tzw. racami kongrewskimi, z którymi po raz pierwszy zetknął się w czasie oblężenia Gdańska w 1813 roku. Po zatrudnieniu w arsenale poświęcił się doświadczeniom z nimi, budowie napędów oraz uzyskiwaniem materiałów wybuchowych i zapalających. Podstawową kwestią była odpowiednia selekcja oraz oczyszczanie saletry i węgla drzewnego składników czarnego prochu stanowiących główny napęd tych rakiet. W czasie jednej ze swoich prób pirotechnicznych w kwietniu 1819 został poważnie poparzony w wyniku wybuchu masy palnej, która opaliła mu całą twarz. Swoje doświadczenia notował, ostatecznie w 1819 roku sporządzając w języku francuskim raport Notes sur les fusees incendiares poświęcony swoim eksperymentom. Praca ta cieszyła się dużym uznaniem wśród wojskowych, a jej niemiecki przekład ogłoszono drukiem w 1820 roku w Weimarze pod tytułem Erfahrungen über die Congrevischen Raketen (Doświadczenia z rakietami kongrewskimi) . W wyniku prac badawczych nad użyciem rac kongrewskich oraz ich udoskonaleniom dzięki Bemowi oraz Bontempsowi utworzono w armii polskiej pierwsze oddziały rakietników.
W latach 1819–1822 w stopniu kapitana wykładał również artylerię oraz nauki fortyfikacyjne w Zimowej Szkole Artylerii. W 1822 został aresztowany i wydalony z wojska, na co złożyło się kilka przyczyn. Został posądzony o przynależność do Wolnomularstwa Narodowego, uczestnictwo w pojedynku oraz zaniedbania w rozliczeniach finansowych. Aresztowany przez władze rosyjskie spędził kilka miesięcy w areszcie. 30 lipca 1822 sąd dywizyjny skazał go na rok więzienia i degradację za „zatajenie okoliczności, tyczącej się złożenia deklaracji nienależenia do towarzystw tajnych”. 8 sierpnia wielki książę Konstanty na prośbę Bontempsa złagodził mu wymiar kary, pozbawiając go jedynie stałego etatu. Do służby czynnej powrócił jednak już w 1823 roku. W tym czasie zabił w pojedynku nieznanego przeciwnika, sam otrzymując ciężki postrzał w udo, przez co kulał do końca życia. 23 grudnia 1824 roku przeniesiony do cywila za „niedbalstwo w służbie”. 29 stycznia 1826 roku został ostatecznie zdymisjonowany – formalnie ze względu na słaby stan zdrowia.

### Działalność gospodarcza
Wyjechał do Galicji z zamiarem zajęcia się gospodarką. 15 lutego 1826 roku przybył do Lwowa. Wydzierżawił od swojego stryja, kanonika lwowskiego Jakuba Bema wieś Basiówka. W 1826 podjął się bezinteresownie kierowania robotami przy przebudowie byłego klasztoru i kościoła ss. Karmelitanek trzewiczkowych we Lwowie na potrzeby Ossolineum. Przygotował niezbędne szkice i obliczenia, a w roku następnym kierował robotami dojeżdżając na plac budowy z Basiówki. Majątek wydzierżawiony od stryja nie zapewniał mu wystarczających środków do życia podejmował więc szereg innych prac oferując swoje zdolności inżynierskie, jakich nauczył się w szkole wojskowej oraz w czasie służby w wojsku.
W 1826 roku hrabia Franciszek Stanisław Potocki zatrudnił go jako administratora swoich dóbr w okolicach Brodów w Galicji. W latach 1826–1830 Bem prowadził tam prace budowlane, zajmując się uprzemysławianiem majątku Potockich, wprowadzając w nich szereg innowacji i racjonalizacji. Zajmował się budowaniem oraz remontami zakładów przemysłowych m.in. cukrowni i gorzelni w Koniuszkach, Klekotach i Zbarażu. W fabrykach montował rozpowszechniające się w produkcji maszyny parowe. Z funduszy Potockiego założył i zorganizował również w Brodach fabrykę papieru. Również w tym czasie zajął się odrestaurowaniem zabytkowej cerkwi prawosławnej Bogurodzicy w Brodach wybudowanej w 1600 roku. Kierował także przebudową pałacu Potockich w Brodach oraz pałacu Lubomirskich w Przeworsku, gdzie opracował i zainstalował nowy system ogrzewania.
Bem jeździł w tym czasie także na Śląsk, do Prus oraz Francji, gdzie dokonywał zakupu maszyn oraz angażował fachowców do ich obsługi. Miał szerokie zainteresowania związane z techniką i przemysłem, m.in. zamierzał się zająć górnictwem. We Lwowie w 1829 wydał podręcznik obsługi silników parowych dla mechaników pt. O machinach parowych. Według zamysłu autora dzieło miało całościowo opisać to zagadnienie i planowane było na 3-tomową naukową publikację, jednak pisanie go przerwały mu nagłe wydarzenia polityczne w Królestwie Polskim.

### Powstanie listopadowe

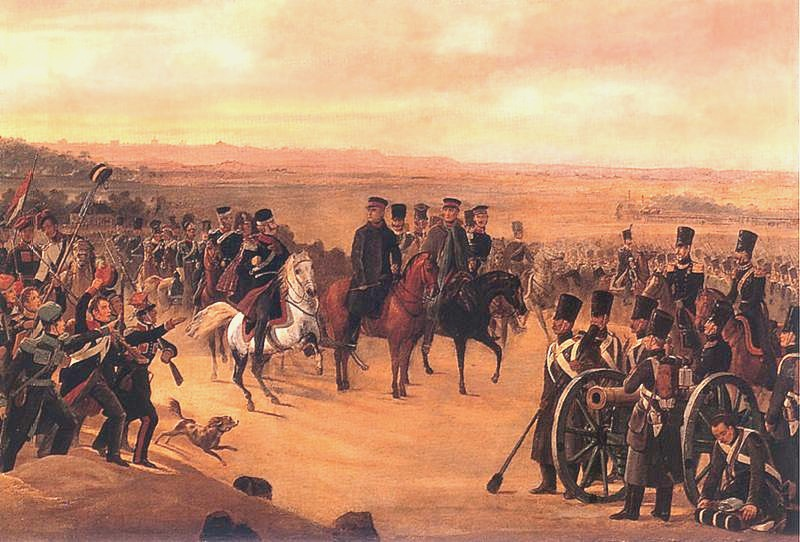
Obraz Januarego Suchodolskiego. Na pierwszym planie artyleria polska z okresu powstania listopadowego

W związku z wybuchem powstania listopadowego Józef Bem 10 marca 1831 przybył do Warszawy, gdzie w stopniu majora objął dowództwo 4 baterii lekkokonnej w sile 12 armat i 291 żołnierzy w Brygadzie Artylerii Lekkokonnej. 9 kwietnia 1831 roku baterię Bema przydzielono do korpusu generała Ignacego Prądzyńskiego. Bem brał udział 10 kwietnia w czasie zwycięskiej dla Polaków bitwie pod Domanicami.
W trakcie działań wojennych dał się poznać jako odważny dowódca, umiejący wykorzystać artylerię konną na polu walki. Walczył m.in. w wygranej przez Polaków bitwie pod Iganiami, w której wyróżnił się opanowaniem i odwagą. W swoim raporcie wyróżnił go gen. Prądzyński, a naczelny wódz gen. Jan Skrzynecki, wizytując pobojowisko po bitwie, mianował Bema podpułkownikiem.
W kolejnym starciu, do jakiego doszło pod miejscowością Przetycz, dzięki celnemu ogniowi baterii kierowanej przez Bema wojska rosyjskie zmuszone zostały do odwrotu. Scenariusz ten miał miejsce także w kilku innych potyczkach m.in. pod wsią Długosiodło w powiecie wyszkowskim, nad rzeką Orzyc, pod Rużem oraz Złotorią.
W bitwie pod Ostrołęką Bem popisał się śmiałą szarżą artyleryjską, zatrzymując rosyjskie natarcie i umożliwiając wycofanie się niedobitków polskiej armii. Dzięki temu manewrowi zmniejszył znacznie rozmiary polskiej porażki. Został w niej ranny i jeszcze na polu walki 4 czerwca mianowany pułkownikiem.
W obronie Warszawy, 21 czerwca został mianowany dowódcą artylerii armii czynnej, 1 lipca odznaczony Złotym Krzyżem Orderu Virtuti Militari. Na wniosek gen. Kazimierza Małachowskiego 22 sierpnia awansowany do stopnia generała brygady wraz z późniejszym obrońcą Woli gen. Józefem Sowińskim. W wyniku rosyjskiego szturmu obrona stolicy załamała się, a powstanie upadło. Bemowi udało się wycofać do Prus i w początku października wraz z artylerią stacjonować w Elblągu oraz Kwidzynie i okolicy, gdzie jego jednostka została rozwiązana.

### Emigracja

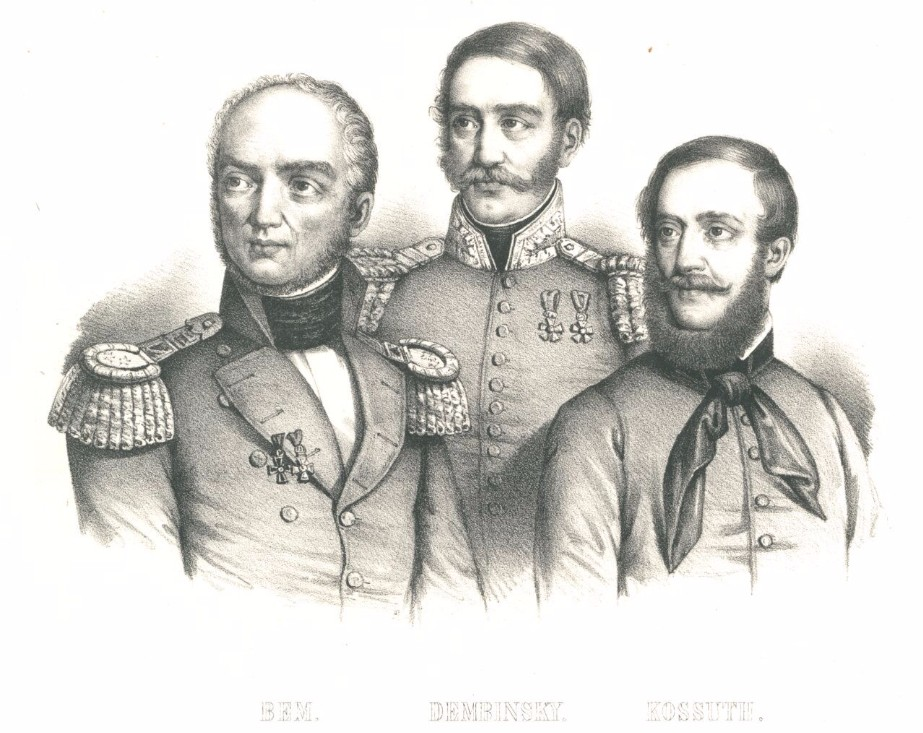
Józef Bem w towarzystwie gen. Henryka Dembińskiego i węgierskiego bohatera narodowego Lajosa Kossutha

Po upadku powstania udał się na emigrację do Niemiec, a później do Francji dołączając do grona tzw. Wielkiej Emigracji. Do Paryża przybył w styczniu 1832 roku i związał się z obozem Hôtel Lambert. Był monarchistą i stronnikiem Adama Jerzego Czartoryskiego oraz członkiem Związku Jedności Narodowej. Ze stolicy Francji wyjechał 10 stycznia 1832 roku, udając się do Drezna, a później do Lipska, gdzie organizował punkty etapowe dla polskich żołnierzy i powstańców uciekających po powstaniu na zachód. Z jego polecenia punkt etapowy dla emigrujących polskich powstańców zorganizował m.in. ekspowstaniec i późniejszy pionier przemysłowej produkcji zegarków w Szwajcarii – Antoni Patek. W 1833 Bem brał udział w próbach stworzenia armii polskiej w Belgii, Egipcie i Portugalii.
Angażował się w emigracyjną działalność społeczno-kulturalną. Był współzałożycielem Towarzystwa Historyczno-Literackiego w Paryżu, zainicjowanego w 1832 roku. W okresie tym zajął się również działalnością publicystyczną i wydawniczą publikując szereg książek, w tym m.in. w roku 1836 dzięki mecenatowi ks. Adama Czartoryskiego Zarys historii Polski, w 1845 Zarys historii Francji oraz trzyczęściową pracę pt. O powstaniu narodowym w Polsce, wydaną w latach 1846–1848.
15 marca 1835 roku założył drugą organizację – Towarzystwo Politechniczne Polskie w Paryżu, którego był pierwszym prezesem. Zajmowała się ona kształceniem technicznym Polaków na emigracji, podnoszeniem ich kwalifikacji zawodowych oraz pomocą w zdobywaniu pracy. Długofalowym celem była nauka nowoczesnych wówczas technologii oraz przeniesienie ich w przyszłości do ojczyzny. Generał Bem był wielkim zwolennikiem samokształcenia. W 1838 roku w jednej ze swoich broszur napisał „(...) Polacy mający teraz sposobność doskonalenia się za granicą we wszystkich częściach nauk, sztuk, zawodów i rzemiosł, powinni uważać za święty obowiązek przysposabiać dla ojczyzny synów zdatnych i utalentowanych (...)”. Sam również się uczył zostając we Francji słuchaczem paryskiej Szkoły Dróg i Mostów (École nationale des ponts et chaussées) oraz Szkoły Górniczej.
Generał Bem posiadał również uzdolnienia artystyczne. Zajmował się malarstwem; początkowo amatorsko, a później w wyniku problemów finansowych także komercyjnie. Jeden z jego obrazów wisiał przez pewien czas w salonie jego przyjaciela, generała Karola Kniaziewicza, zanim nie trafił jako dar dla królowej Portugalii Marii. 19 maja 1833 Bem podpisał konwencję z cesarzem Brazylii Piotrem I, w myśl której u boku jego wojsk walczących o tron Portugalii miał być sformowany Legion Polski. Wkrótce jednak działający być może z inspiracji rosyjskiej ppor. Pasierbski dokonał nieudanego zamachu na życie generała. Niedługo potem rząd portugalski uwięził Bema na dwa miesiące w wieży Belém.
We Francji z powodu swojej działalności społecznej, wydawniczej i kulturalnej Bem wpadł w kłopoty materialne oraz długi, które doprowadziły go w lipcu 1843 roku do bankructwa. Żeby ratować swoje finanse generał udzielał korepetycji, sprzedawał własne obrazy oraz rysunki, a nawet pracował w sztucznej wylęgarni kurcząt. Zaangażował się również w propagowanie rozwijającej się wówczas metody mnemotechniki publikując nawet w 1843 roku własną pracę na ten temat Exposé général de la Méthode mnémonique polonaise (...), która oparta była na t.zw. „metodzie polskiej” opracowanej we Włoszech przez Antoniego Jaźwińskiego . 28 maja francuski rząd przyznał mu Legię Honorową w uznaniu zasług na polu popularyzacji wiedzy, ale generał, który otrzymał już to odznaczenie za obronę Gdańska w 1813 podziękował za ten zaszczyt. Stres i przepracowanie sprawiły, że do kłopotów materialnych doszły także problemy zdrowotne. Dały o sobie znać rany odniesione w bitwach i pojedynkach. Bem chorował i wielokrotnie leżał w łóżku z powodu ropiejącej rany uda. W czasie choroby został okradziony. Włamywacze ukradli mu weksle na sumę kilku tysięcy franków. W tym czasie szczęśliwie dla siebie otrzymał spadek po krewnej, która zapisała mu w testamencie część swojego majątku co uregulowało pilne zobowiązania wobec wierzycieli.
21 sierpnia 1848 roku Bem na krótko przyjechał do Lwowa, gdzie dotarła do niego wieść o rozszerzającej się rewolucji w Austrii.

### Rewolucja wiedeńska

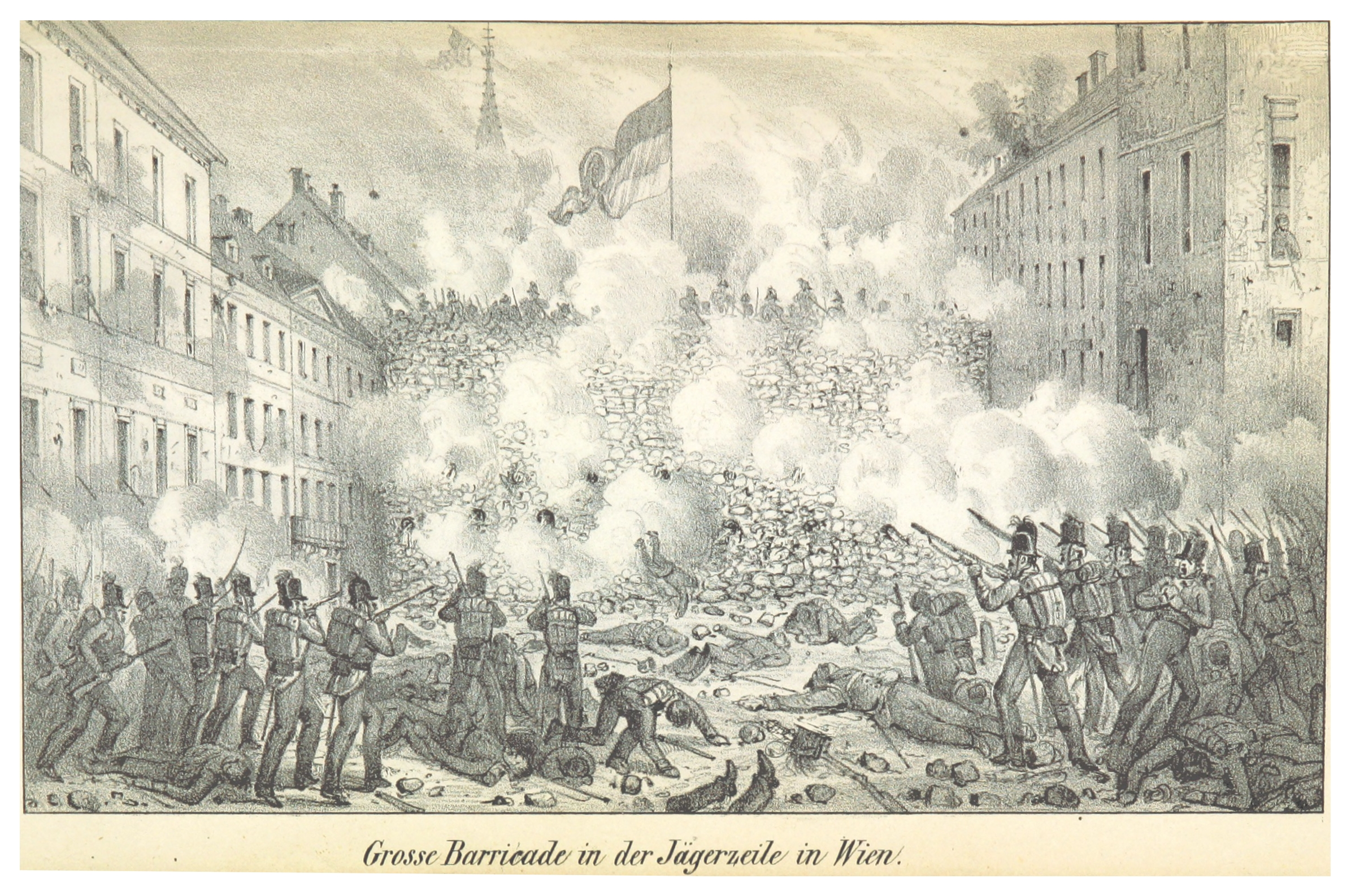
Walki na największej wiedeńskiej barykadzie w październiku 1848

Bem oddał wielkie zasługi w okresie Wiosny Ludów, zwłaszcza w trzecim i ostatnim zrywie stolicy monarchii naddunajskiej – Wiednia, zwanym rewolucją październikową (Oktoberrevolution). Przybył do Wiednia 10 października 1848 i w ciągu dwóch tygodni – pomimo niechętnego mu żywiołu wiedeńskiego, zwłaszcza bogatszej jego części – opierając się na proletariacie, studentach i legionach (w tym pięciusetosobowym Legionie Polskim), postawił pod bronią lub zaciągnął do budowania fortyfikacji blisko 25 tysięcy ludzi. Nowi żołnierze wywodzili się z reguły z mieszczaństwa, jego średniozamożnej warstwy, jak też proletariatu. Z reguły za żołd, jedzenie, czy tytoń zostali obrońcami młodej demokracji wiedeńskiej, pierwszego w dziejach austriackiego parlamentu. Generał Bem, pomimo że faktycznie dowodził obroną rewolucyjnego Wiednia, oficjalnie nigdy nie został mianowany dowódcą. Swoją pozycję zawdzięczał wsparciu Węgrów i parlamentu Przedlitawii, gdzie olbrzymią rolę odgrywali Polacy, zwłaszcza jego wiceprzewodniczący Franciszek Smolka (stojący na jego czele po wyjeździe Czechów). Cäsar Wenzel Messnhauser, wywodzący się z Moraw młody porucznik-poeta, nazywający się p.o. głównodowodzącego, w rzeczywistości kierował się wskazówkami Bema. Wojska cesarskie otoczyły miasto, zaś Węgrzy – nadzieja dla obleganych, stojący na granicy nad Litawą – przegrali potyczkę z cesarskimi pod Schwechat. Pomimo że brak odsieczy przesądził o losach miasta, Bem się nie poddał. Z dwudziestopięciotysięcznym wojskiem podjął 26 października nierówną walkę z przeważającymi oddziałami cesarskimi, zakończoną 31 października kapitulacją. Nie chciał się jednak poddać i w przebraniu woźnicy uciekł do Pozsony (dzisiejsza Bratysława), na Węgry. W czasie walk o Wiedeń Bem został ugodzony w pierś odłamkiem kartacza, który usunięto mu dopiero po przekroczeniu granicy w węgierskiej wiosce Senic.
Zaraz po przejeździe do Budapesztu Ksawery Franciszek Kołodziejski dokonał kolejnego nieudanego zamachu na Bema.

### Powstanie na Węgrzech

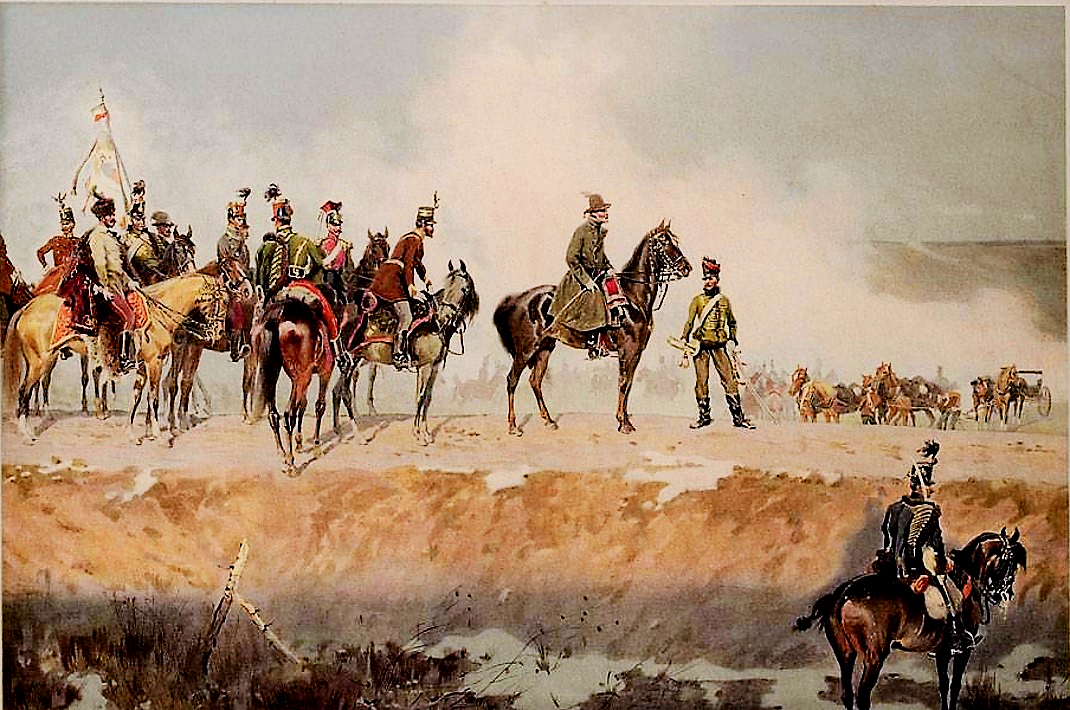
Bem w Siedmiogrodzie fragment panoramy namalowanej przez Jana Stykę w 1897 roku

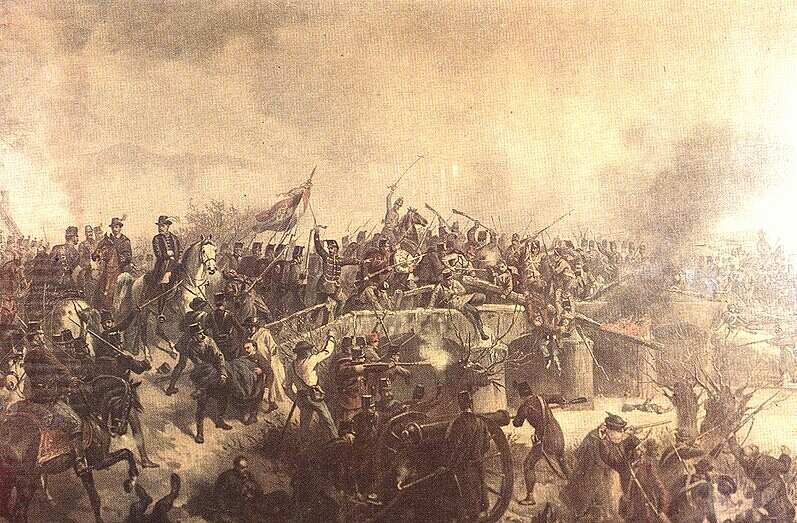
Józef Bem przedstawiony na obrazie ukazującym zwycięską dla Węgrów bitwę pod Piski 8 lutego 1849

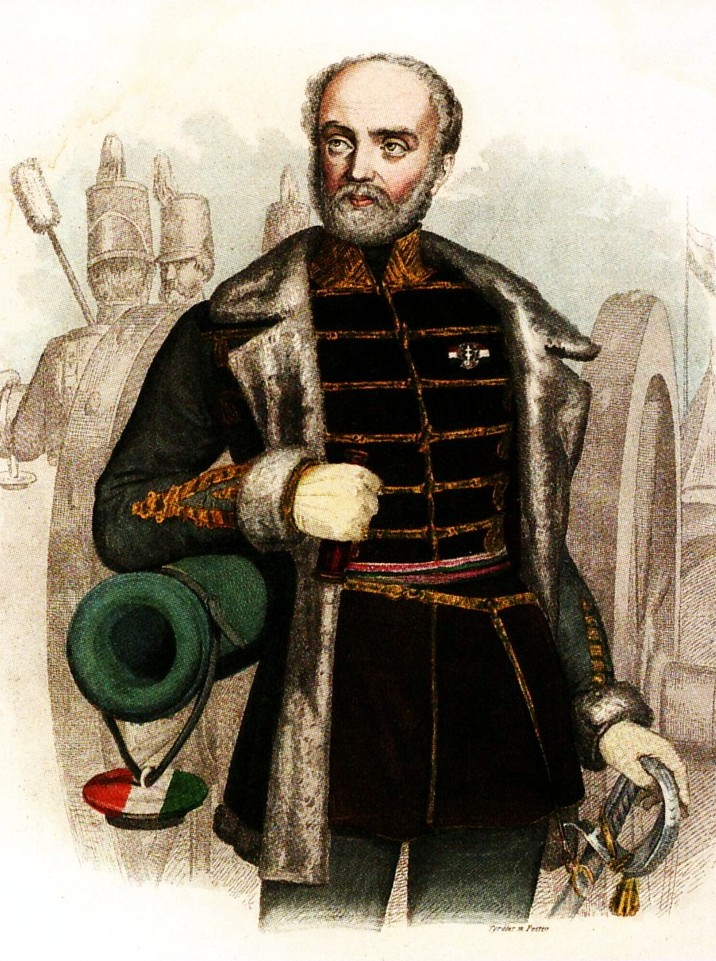
Bem jako dowódca armii siedmiogrodzkiej namalowany przez węgierskiego artystę Józsefa Tyrolera

W powstaniu węgierskim 13 grudnia 1848 roku otrzymał od rządu Węgier dowództwo wojsk węgierskich w Siedmiogrodzie i Banacie, gdzie prowadził działania wojenne. Wkrótce walki rozszerzyły się również na Bukowinę oraz na Wołoszczyznę, znajdujące się na terenie kilku obecnych państw: Węgrzech, Słowacji, Serbii oraz Rumunii. Zimową kampanią (grudzień 1848 – marzec 1849) Bem zdobył sobie sławę wielkiego wodza. Pod jego rozkazami walczył m.in. czołowy poeta węgierskiego romantyzmu Sándor Petőfi, który został adiutantem generała. Bem wygrał wiele bitew kampanii siedmiogrodzkiej pokonując Austriaków 19 grudnia pod Czuczą, 20 grudnia w bitwie pod Zsibó i Surdok, 23 Decs, 25 Koloszwarem, 29 Betlen, 31 Bystrzycą i Naszod, 3 stycznia pod Thuzą, oraz 17 tego miesiąca pod Galfalva. W dniach od 19 grudnia 1848 do 13 stycznia 1849, dowodząc 8-tysięcznym korpusem, odrzucił 10-tysięczny korpus gen. Antona Puchnera i wyzwolił północny Siedmiogród.
W lutym wkroczył na Bukowinę. 11 marca 1849 roku zdobył Sybin, a 19 Braszów, oczyszczając z wroga cały Siedmiogród. Oprócz prowadzenia walk udało mu się zorganizować również produkcję uzbrojenia, zakładając działolejnie oraz młyny prochowe, uniezależniając się przez to od dostaw amunicji z zewnątrz. Pod jego dowództwem powstańcza armia węgierska w krótkim czasie potroiła się, rosnąc do liczby 30 tys. żołnierzy oraz odnosząc 33 zwycięstwa nad wojskami austriackimi. Wkrótce, w wyniku 20 dniowej kampanii prowadzonej przez generała, powstańcom udało się wyzwolić także Banat. Józef Bem został bohaterem narodowym Węgrów, którzy z wdzięczności nadali mu specjalne i niecodzienne odznaczenie, dekorując go Krzyżem Wielkim Orderu Świętego Stefana z gwiazdą orderową z diamentem wyjętym z korony pierwszego króla Węgier – Stefana I Świętego. W miejsce wyjętego z fragmentu korony diamentu wstawili plakietkę z nazwiskiem generała „Józef Bem”.
Bem przyjmował do służby również wielu Polaków, którzy przyjeżdżali głównie z Galicji. Początkowo wraz z majorem Władysławem Jordanem oraz pułkownikiem Franciszkiem Łosiem organizował polskie oddziały w armii węgierskiej. Bem był przeciwny tworzeniu osobnego polskiego legionu, prawdopodobnie nie chcąc drażnić Rosji. Liczba Polaków w armii się jednak zwiększała. W styczniu 1848 wśród powstańców służyło 200 Polaków, w lutym 400, w maju sformowany został batalion piechoty i szwadron jazdy, a w lipcu bateria artylerii. Ostatecznie w powstańczej armii węgierskiej powstały dwa polskie legiony. Jeden założony został przez gen. Bema legion polski w Siedmiogrodzie, drugi przez gen. Józefa Wysockiego – Legion Polski Wysockiego. Oba walczyły u boku Węgrów w czasie całej kampanii w latach 1848–1849 i wniosły istotny wkład militarny, przyczyniając się do sukcesu wojsk powstańczych . Dla przykładu w bitwie pod Banffyhunyad 13 sierpnia 1849 roku szarża kawalerii polskiej przesądziła o węgierskim zwycięstwie.
Rząd Austrii zaniepokojony sukcesami rewolucjonistów węgierskich zwrócił się o pomoc do rosyjskiego cara Mikołaja I Romanowa. Po zawartym porozumieniu z Imperium Rosyjskim do konfliktu dołączyła stutysięczna armia carska pod dowództwem gen. Iwana Paskiewicza. Przeciwko 17 tysięcznej armii powstańczej na północy i wschodzie Siedmiogrodu sojusznicy skoncentrowali 56-tysięczną armię austriacko-rosyjską z czego 40 tys. stanowiło wojsko rosyjskie. W sierpniu korpus Bema został zepchnięty do Banatu przez połączone wojska austriacko-rosyjskie pod dowództwem gen. Ludersa, który w raportach wysyłanych carowi wyrażał szereg pochlebnych opinii o umiejętnościach militarnych swojego antagonisty. 7 sierpnia 1849 Bem został mianowany przez przywódcę powstania Lajosa Kossutha naczelnym wodzem armii węgierskiej. W bitwie pod Temesvarem (Timisoarą) został ranny na samym początku starcia, ponosząc klęskę. Wkrótce rewolucja na Węgrzech upadła. Bem wraz z niedobitkami powstańców przekroczył w 1849 granicę turecką.

### Turcja

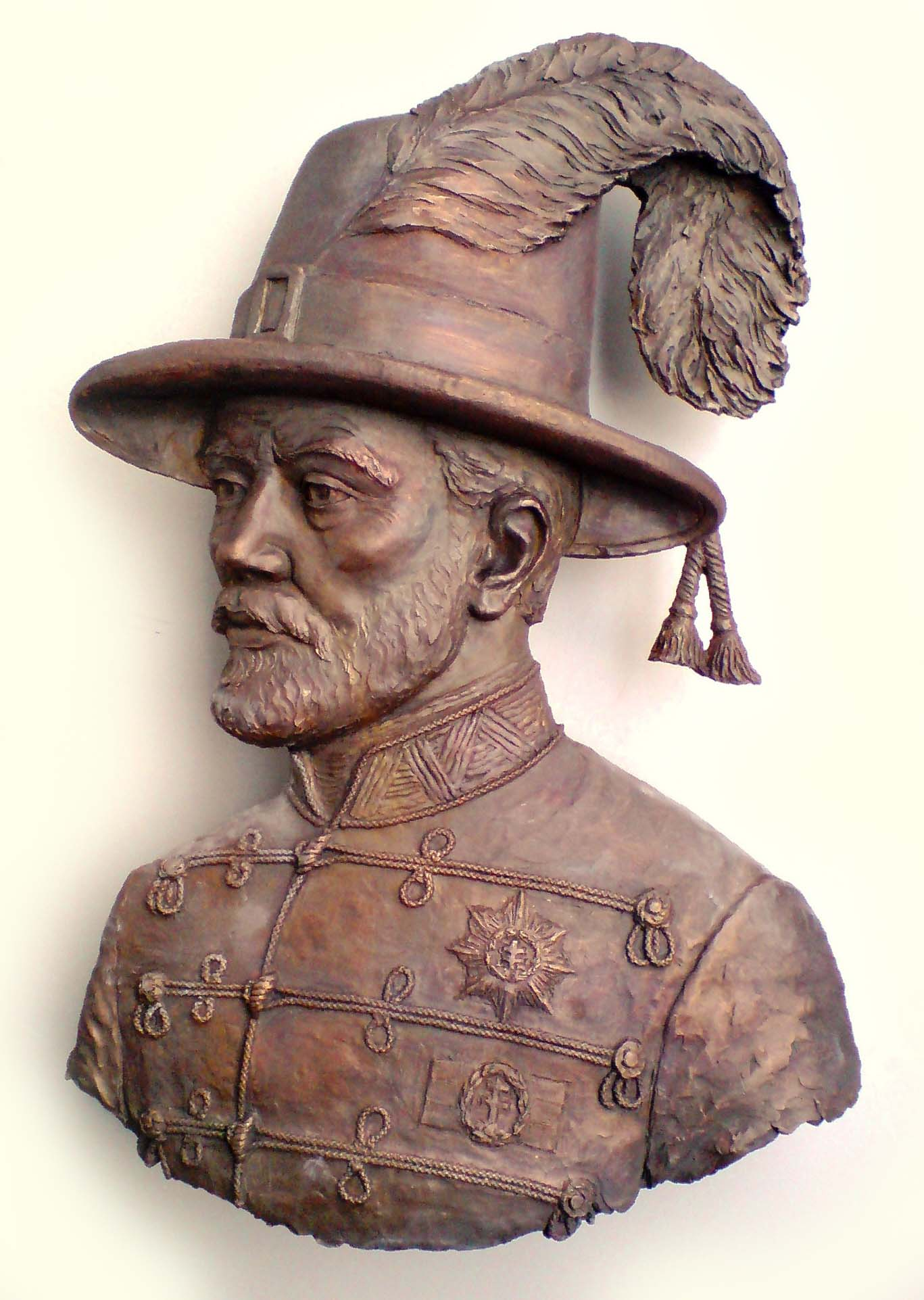
Płaskorzeźba Bema autorstwa węgierskiego rzeźbiarza Juhy Richárda

Wraz z generałami węgierskimi Jerzym Kmety i Miksą Steinem, Bem dokonał formalnej konwersji na islam, by móc wstąpić do armii sułtana. Wraz z przyjęciem islamu przyjął imię Murad wywodzące się ze słowa „mordd” oznaczającego po persku pożądany oraz tytułu Pasza (Murad Pasa, Yusuf Paşa). Tytuł pasza pochodzi historycznie od perskiego wyrazu Szach, a później Padyszach i oznacza wysokiego urzędnika w osmańskiej Turcji, literalnie znaczy Pan.
Po ugodzie Rosji z Turcją, zawartej 29 grudnia 1849, Bem został internowany w Kütahyi, a potem w Aleppo w północnej Syrii. Wraz z grupą polskich i węgierskich powstańców zamieszkał w koszarach wojskowych. Na mocy rozkazu miejscowego gubernatora Mustafy Paszy obowiązywał ich całkowity zakaz odwiedzania meczetów, kościołów oraz bazarów. Zakazano im również jakichkolwiek kontaktów z mieszkańcami, a poruszać się mogli jedynie w asyście tureckich strażników.
Pomimo początkowych szykan, wraz z grupą polskich oficerów, starał się w miejscowości uruchomić arsenał. Opracował także plany reorganizacji armii tureckiej, budowy twierdz pogranicznych, rozbudowy otaczających Turcję umocnień, a także projekty uregulowania przepływających przez ten kraj rzek Tygrysu i Eufratu. W 1850 roku, badając grunt, na którym zbudowane było miasto, stwierdził, że leży ono na bogatych złożach saletry, siarki oraz żelaza. Wykorzystując tę wiedzę uruchomił sfinansowaną z własnych środków małą manufakturę saletry oraz prochu. Końcowy produkt o cenie niższej o 20% od rynkowej zaproponował tureckiemu rządowi, prosząc o pozwolenie na budowę fabryki. Jesienią 1850 roku rząd zezwolił mu na zbudowanie w mieście rafinerii saletry, przeznaczając na ten cel 50 tysięcy piastrów z państwowej kasy. Dzięki temu Bem mógł rozpocząć produkcję na skalę przemysłową. Do pracy w powstającej fabryce ściągnął kilkudziesięciu innych internowanych polskich oficerów, weteranów powstania węgierskiego. Planował utworzyć w Aleppo na tej bazie nowoczesną szkołę artylerii.
W uznaniu zasług osmańska Porta mianowała go generałem tureckiej armii. W październiku 1850 roku w Aleppo wybuchły krwawe zamieszki zainicjowane przez Beduinów z powodu nieumiejętnej polityki miejscowego tureckiego gubernatora, wymierzone zarówno we władzę turecką, jak i w syryjskich chrześcijan. Miasto zostało otoczone przez 30-tysięczne wojska powstańcze. Nomadzi domagali się okupu, grożąc w razie odmowy spaleniem Aleppo oraz wymordowaniem mieszkańców. W czasie obrony miasta, w którym broniło się 1200 żołnierzy, generał dowodził artylerią wyposażoną w 16 armat . Uwieńczona sukcesem obrona Aleppo była ostatnią bitwą, jaką stoczył Józef Bem. W listopadzie 1850 roku zachorował na malarię azjatycką. Zmarł w nocy 10 grudnia. Według relacji jego adiutanta w Turcji – Józefa Tabaczyńskiego wysłanej w liście do gen. Władysława Zamoyskiego generał przed śmiercią powiedział: „Polsko, Polsko! Ja cię już nie zbawię”. Pochowany był (do czasu przeniesienia prochów do Tarnowa) w Turcji na starym cmentarzu wojskowym położonym na skalistej górze Dżebel el Isam (z tur. ‘Góra Wielkich Ludzi’).

### Sprowadzenie prochów do Polski

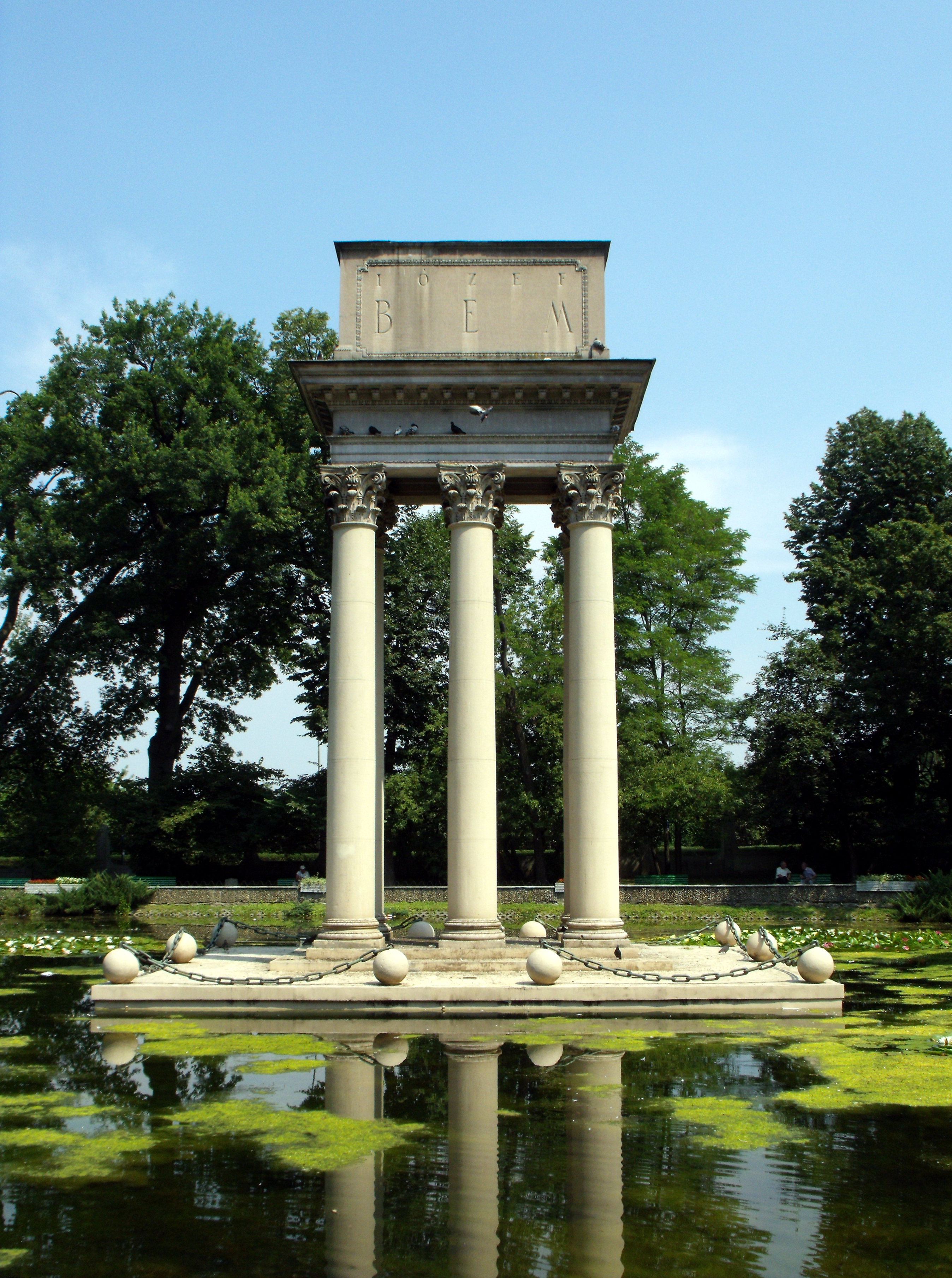
Mauzoleum generała Józefa Bema w Tarnowie

Postulaty przeniesienia prochów generała do Polski podnoszone były jeszcze w XIX wieku jednak ich realizacja nastąpiła dopiero po odzyskaniu przez Polskę niepodległości. W skład Komitetu sprowadzenia zwłok gen. Józefa Bema do kraju w 1927 roku weszli: burmistrz Tarnowa Julian Kryplewski jako prezes, dowódca 16 p. p. płk Władysław Dragat, rotmistrz 5 p. s. k. Ludwik Naimski jako sekreatrz, ks. Władysław Mysor jako skarbnik. W skład Komitetu ścisłego weszli: Józef Beck, Włodzimierz Bem de Cosbain, ppłk Antoni Trzaska-Durski, Jan Grzywiński, Józef Jakubowski, Rudolf Krupiński, ppłk. Jan Olszewski, ziemianin Włodzimierz Olszewski, adiutant komendy garnizonu w Tarnówie por. Stanisław Podraża, płk Emil Krukowicz-Przedrzymirski, dr Michał Skowroński, major 5 Pułk Artylerii Ciężkiej Wojciech Stachowicz, płk Tadeusz Schatzel, profesor II Gimnazjum im. Hetmana Jana Tarnowskiego Kazimierz Wojciechowski i płk Leon Dunin-Wolski. W styczniu 1928 roku Rada Miasta Tarnowa przekazała Komitetowi subwencję wynoszącą 5 tysięcy koron. W lipcu 1928 roku ks. Mysor zrezygnował z funkcji skarbnika, a na jego miejsce powolano dyrektora Banku Gospodarstwa Krajowego Karola Hanuska.
W 1929 roku powstał Komitet na czele którego stanął szef Departamentu Artylerii Ministerstwa Spraw Wojskowych pułkownik SG Emil Przedrzymirski-Krukowicz. Znaleźli się w nim również jako członkowie honorowi: Józef Piłsudski, prezydent Ignacy Mościcki, premier Kazimierz Bartel, minister spraw zagranicznych August Zaleski, poseł nadzwyczajny i minister pełnomocny Węgier w Polsce Alexander Belitska i poseł Republiki Tureckiej Yahya Kemal Beyatlı. W listopadzie ambasador Józef Wierusz-Kowalski poprosił tureckie MSZ o zgodę na ekshumację. Zgodę otrzymano 21 stycznia 1928 roku. Projekt uroczystości powstał po spotkaniach Przedrzymirskiego-Krukowicza z komitetami lokalnymi w Tarnowie i Krakowie. Początkowo planowano, że sprowadzenie prochów nastąpi w październiku 1928 roku, ale z powodu kilku nieporozumień przesunięto na 1929 rok.
W składzie delegacji, która pojechała do Turcji znaleźli się: Emil Przedrzymirski-Krukowicz, Włodzimierz Bem de Cosban, rtm. Ludwik Naimski i prof. Kazimierz Wojciechowski. Rano 20 czerwca 1929 roku w Aleppo przeprowadzono ekshumację podczas której po otwarciu grobu pozbierano wszystkie kosci i umieszczono w trumnie cynowej, którą zalutowano. Została ona włożona do drugiej drewnianej z drewna orzechowego. W ekshumacji wzięli udział: polscy delegaci, polski, francuski, węgierski, turecki i belgijski konsul, wicekonsul holenderski, dywizjon marokańskich Spahisów, batalion piechoty i pluton policjantów. Po odegraniu polskiego i francuskiego hymnu trumnę przykryto polską flagą i przeniesiono do szpitala wojskowego. 22 czerwca złożono ją w asyście dyplomatów i wojska złożono w udekorowanym wagonie. Wieczorem, zgodnie z planem, delegacja opuściła miasto wraz prochami. Pociąg dotarł do stacji Haydarpaşa, skąd w kondukcie przeniesiono trumnę na nadbrzeże. Motorówką przewieziono ja na dworzec Sirkeci, gdzie została umieszczona w specjalnie w tym celu wysłanym wagonie pulmanowskim należącym do pociągu prezydenta Polski. Projekt dekoracji wagonu przygotował krakowski rzeźbiarz Stanisław Popławski. Tę część wagonu, w której umieszczono trumnę, po obu stronach udekorowano 1,5-metrowym Białym Orłem na czerwonym polu. Wagon przystrojono girlandami i polskimi, węgierskimi i tureckimi chorągiewkami. Wnętrze wagonu wyłożono czerwonym aksamitem, a na ścianie umieszczono Białego Orła. Obok trumny umieszczonej na podeście składano wieńce przekazywane podczas przejazdu pociągu.

### Uroczystości na Węgrzech
Powitanie zaplanowano na stacji granicznej w Kelebia. Nad torami wzniesiono bramę triumfalną z napisem „Witaj Chlubo z pod Ostrołęki”. W Budapeszcie witała go węgierska kompania honorowa, przedstawiciele władz i tłumy mieszkańców. po odegraniu hymnów polskiego i węgierskiego trumnę umieszczono na lawecie ciągniętej przez 6 koni i przewieziono do Muzeum Narodowego, gdzie w westybulu złożono na katafalku. Manifestacja na cześć generała zgromadziła kilkaset tysięcy osób.

### Uroczystości w Polsce
Powitanie zaplanowano na stacji kolejowej w Dziedzicach po przekroczeniu przez pociąg granicy z Czechosłowacją. Pociąg w drodze do Krakowa zatrzymał się na 3 minuty w Oświęcimiu i Krzeszowicach, a delegacje składały wieńce i kwiaty. Po przybyciu na dworzec główny w Krakowie zostało oddanych 21 strzałów armatnich. Po wyjęciu trumny z wagonu przykryto ją 3 sztandarami: polskim, węgierskim i tureckim, a następnie przeniesiono przez hol i złożono na lawecie do której zaprzężono pary białych koni. Pod Barbakanem zwłoki powitał wiceprezydent Ostrowski jako przedstawiciel miasta. Dalej kondukt przeszedł ulicami Floriańską i Grodzką po Wawel (od strony kościoła Bernardynów). Tam ustawiono bramę triumfalną z płonącymi zniczami. Trumna po zdjęciu z lawety została wniesiona na dziedziniec arkadowy zamku, gdzie do zmroku mogli oddawać hołd zmarłemu mieszkańcy Krakowa. Wieczorem goście wzięli udział w przedstawieniu w Teatrze Miejskim, a po nim część delegacji zostało zaproszonych na raut w salach magistratu przy placu Wszystkich Świętych. 30 czerwca, w niedzielę rano trumnę przeniesiono na lawetę ustawioną przy ulicy Podzamcze. Następnie ulicami Straszewskiego, Podwale, Dunajewskiego i basztową przewieziono na dworzec skąd ruszyły w dalszą drogę do Tarnowa. pociąg w drodze zatrzymał się na 3 minuty w Bochni.
30 czerwca 1929 roku w Tarnowie pociąg powitała kompania honorowa, a po oddaniu 21 strzałów armatnich orkiestra wojskowa odegrała tak jak w innych miastach 3 hymny. Trumnę po wyniesieniu z pociągu ustawiono na 1 peronie. Po przekazaniu jej przez Emila Przedrzymirskiego-Krukowicza przedstawicielowi miasta została wyniesiona przez hol dworca i ustawiona na zaprzężonej w 6 koni lawecie stojącej przed budynkiem. Powitały ją: 2 bataliony piechoty, dywizjon konnicy i artylerii, batalion Strzelca i banderia włościańska. Na ulicy Kolejowej ustawiono bramę triumfalną, przy której pochód z trumną zatrzymał się, a przemówienia wygłosił przedstawiciel polskiego węgierskiego (Balazo György) komitetu organizacyjnego sprowadzenia zwłok Bema. Następnie pochód przeszedł ulicami Krakowską, Wałową, Piłsudskiego i Bema do Parku Strzeleckiego. Przy wejściu do parku prochy Bema wita Rada miejska. Po przemówieniu Jana Grzywińskiego zostają one zdjęte z lawety i przeniesione przez oficerów artylerii pod mauzoleum. Po przejściu przez pomost ustawili ją na stopniach zewnętrznych. Po odegraniu pobudki i oddaniu 21 strzałów armatnich trumna została umieszczona między kolumnami, a po złożeniu wieńców i odegraniu hymnów żołnierze zaciągnęli wartę honorową .
W Tarnowie trumna po przeniesieniu do budynku Towarzystwa Strzeleckiego została komisyjnie otwarta, a badania antropologiczne przeprowadził profesor UJ Talko-Hryncewicz. Wykonał on pomiar czaszki i kości. Według protokołu nie wszystkie kości zachowały się. Na podstawie pomiaru kości długich oszacował wzrost Bema na 1650 mm. Czaszka nie zachowała się w całości i była zbyt krucha aby Stanisławowi Popławskiemu udało się sporządzić odlew gipsowy. 6 lipca rano trumnę po wybudowaniu specjalnego rusztowania wyciągnięto dźwigami do wierzchołka mauzoleum i złożono w sarkofagu, a boczną ściankę zamurowano. Na grobie umieszczono napisy w językach polskim, węgierskim i arabskim. Zgodnie z muzułmańską tradycją ciało ułożono głową w stronę Mekki.
Należy tutaj podkreślić, że pochówek Generała w mauzoleum został wymuszony nieprzejednanym stanowiskiem biskupa księcia Adama Sapiehy, który sprzeciwił się tradycyjnemu katolickiemu pochówkowi prochów Bema argumentując, iż "[...] nie będzie odstępca naszej świętej wiary spoczywał w poświęconej ziemi [...]", mając oczywiście na uwadze wcześniejszą konwersję Bema na islam. Umieszczenie prochów Bema w napowietrznym mauzoleum pozwoliło obejść owo specyficzne veto katolickich hierarchów, uniemożliwiając im ewentualną późniejszą ingerencję, jak to miało miejsce m.in. w przypadku doczesnych szczątków Naczelnika Piłsudskiego, kolejnego konwertyty - bohatera narodowego.

## Odznaczenia
- Krzyż Złoty Orderu Virtuti Militari – 1831, powstańcza Polska
- Krzyż Kawalerski Orderu Legii Honorowej – 1813, Cesarstwo Francuskie
- Order Zasługi Wojskowej I Klasy zdobiony diamentem z Korony św. Stefana – 1849, powstańcze Węgry[82][83]
- Order Zasługi Wojskowej II Klasy – 1849, powstańcze Węgry[83]

## Legenda
Generał Bem został legendą jeszcze za życia. Pierwsze utwory literackie o nim powstawały w latach 1849–1850 jeszcze przed jego zgonem. Po śmierci Bem stał się bohaterem licznych książek, wierszy i pieśni. Utwory poetyckie Bemowi poświęcił polski poeta Cyprian Kamil Norwid oraz węgierski Sándor Petőfi. Pierwszy pomnik poświęcony Bemowi Węgrzy wybudowali już w 1880 roku w Marosvásárhely (obecnie Târgu Mureș w Rumunii), który w 1922 roku został zburzony przez zwalczające węgierską mniejszość władze rumuńskie. W 1929 roku za fundusze uzyskane w wyniku ogólnonarodowej składki organizowanej przez generała honwedów Jozsefa Balasa wzniesiono pomnik Bema w Budapeszcie.

## Publikacje J. Bema

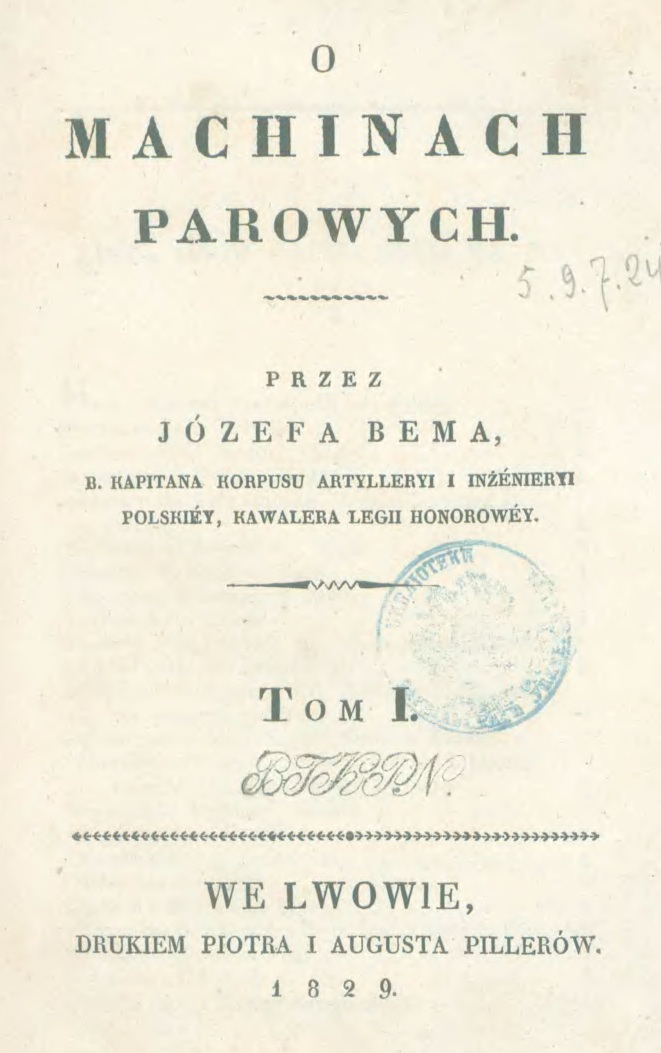
Książka Józefa Bema O machinach parowych, Lwów 1829

Józef Bem był poliglotą, publikował po polsku, niemiecku i francusku na tematy związane z historią Polski. Podczas pobytu w Turcji uczył się również języka tureckiego. Napisał kilka publikacji na bieżące tematy polityczne, a także związane z historią Polski oraz Francji. Generał jest także autorem opracowań z zakresu techniki, teorii artylerii, budowy rakiet, maszyn parowych oraz mnemotechniki:
- Notes sur les fusées incendiaires, (1819) (Doświadczenia z rakietami kongrewskimi) – publikacja prezentująca doświadczenia z racami kongrewskimi, które J. Bem wykonał podczas służby wojskowej w polskiej artylerii[86]. Dzieło przetłumaczone na język niemiecki Erfahrungen über die Congrevischen Raketen wydane zostało w 1820 roku, a w języku polskim wydane w roku 1953 pod tytułem Uwagi o rakietach zapalających[23] [87]
- O machinach parowych, wyd. Piotr i August Piller, Lwów 1829[29][88] – podręcznik wyjaśniający zasady działania oraz obsługę maszyn parowych,
- Pisma tyczące się organizacji legji polskiej w Portugalji (1833) – dokumenty związane z organizacją Legionu Polskiego w Portugalii,
- La Pologne dans ses anciennes limites et l’empire des Russies (1836) – publikacja uzasadniająca konieczność odbudowy państwa polskiego jako konieczności dziejowej. Napisana została pod pseudonimem J. B. Gołuchowski[89],
- Zarys historii Polski,
- Exposé général de la Méthode mnémonique polonaise perfectionnée a Paris : bsuivi d’une application spéciale a l’histoire [...] (1843) – praca o mnemotechnice, metodzie zapamiętywania,
- Zarys historii Francji (1845),
- Węgrzy i Polacy w dzisiejszym stanie Europy,
- O powstaniu narodowym w Polsce, tom I – III (1846–1848) Tom 1, Tom 3 – praca analizująca przyczyny, przebieg oraz upadek powstania listopadowego w latach 1830–1831.

## Pamiątki po Bemie
Ze względu na podróże Bema pamiątki po nim są rozproszone. W zbiorach Biblioteki Polskiej w Paryżu znajdują się listy generała związane z jego emigracyjną działalnością w towarzystwach polskich we Francji. W zbiorach Muzeum Wojska Polskiego w Warszawie znajdują się pamiątki związane z generałem Bemem:
- Szabla ofiarowana w Wiedniu w 1848 roku przez Bema adiutantowi generała, kapitanowi A. Jaźwińskiemu,
- Manierka należąca do Bema z napisem Jeszcze Polska nie zginęła,
- Furażerka należąca do gen. z 1848 roku,
- Srebrny wieniec podarowany w 1849 roku generałowi przez węgierskie kobiety z wyzwolonego Kolozsváru.

## Bem w kulturze i sztuce

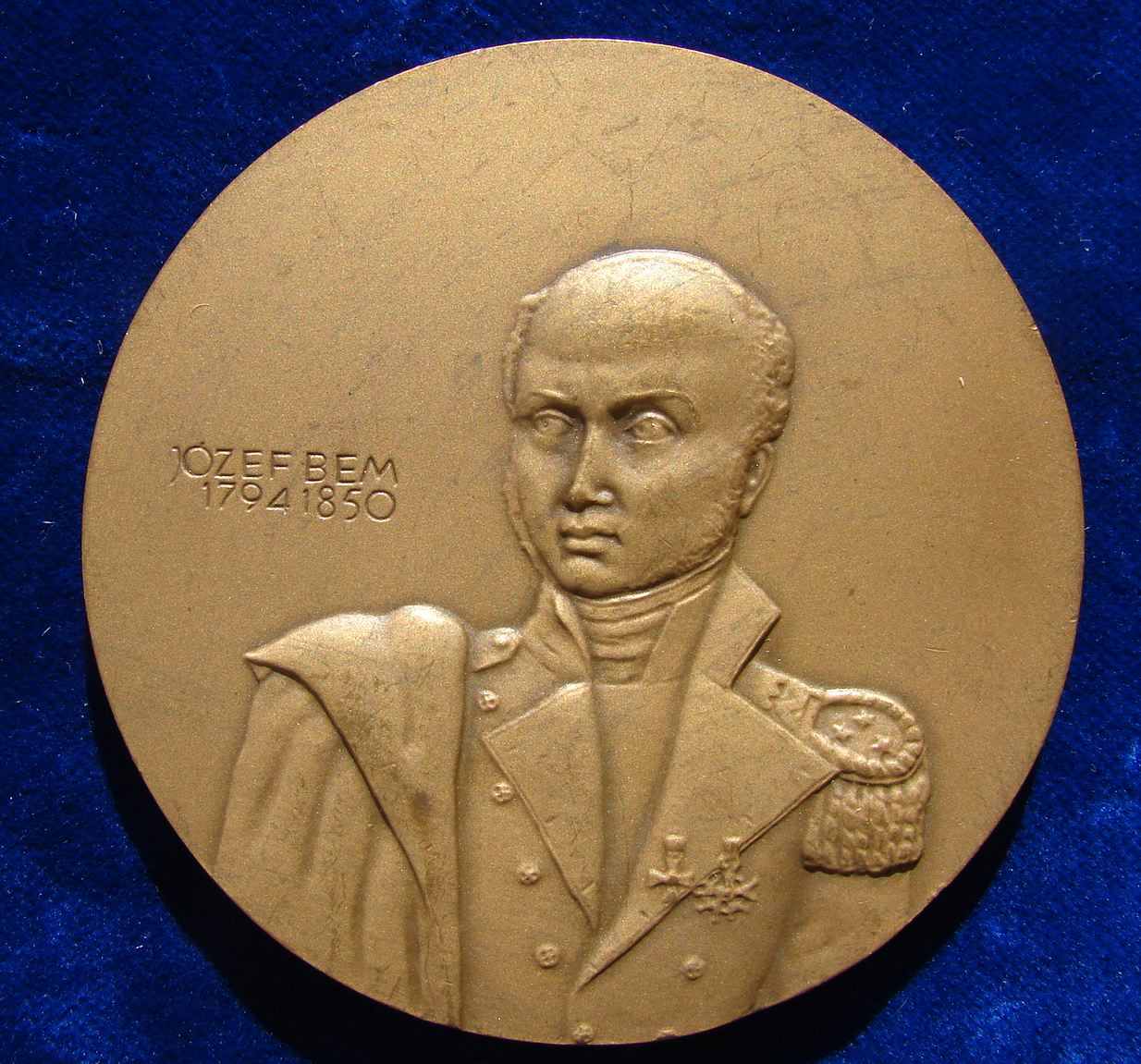
Medal pamiątkowy poświęcony Bemowi autorstwa J. Misztela

- W 1871 roku P. Zbrożek wydał we Lwowie pierwszą w jęz. polskim fabularyzowaną powieść o generale pt. O jenerale Józefie Bemie, mającą wymowę antyrosyjską.
- W 1880 roku wzniesiono mu pomnik w Marosvásárhely.
- W 1896 roku powieść o generale Ojciec Bem: (opowieść dziejowa) napisał Stanisław Schnür-Pepłowski,
- W 1897 roku Jan Styka poświęcił Bemowi jedną ze swoich panoram, przedstawiającą zdobycie Sybinu przez powstańców węgierskich pod jego dowództwem. Obraz zamówili Węgrzy z okazji obchodów 50. rocznicy Wiosny Ludów i nazwano go potocznie Bem w Siedmiogrodzie.
- W 1911 roku w Paryżu polski pisarz-batalista Wacław Gąsiorowski ukończył powieść pt. Bem, poświęconą czynom generała oraz upadkowi i klęsce powstania listopadowego od bitwy pod Ostrołęką po kapitulację Warszawy.
- Część swych utworów poświęcili Bemowi m.in. Cyprian Kamil Norwid (Bema pamięci żałobny-rapsod) i Sándor Petőfi (Armia Siedmiogrodzka).
- W 1934 roku Węgrzy wznieśli pomnik Bema w Budapeszcie[91].
- W 1956 roku Bolesław Mrówczyński napisał powieść historyczną pt. Człowiek bez nazwiska, której głównym bohaterem jest Józef Bem.
- W 1969 roku Czesław Niemen napisał muzykę do utworu Cypriana Kamila Norwida pt. Bema pamięci żałobny rapsod.
- W 2017 roku Biuro Wystaw Artystycznych w Tarnowie prezentowało wystawę Przemka Branasa Generał Bem wraca do domu[92].
- W 2018 roku warszawski kabaret Pożar w Burdelu w koprodukcji z Teatrem Syrena i Teatrem im. S. Żeromskiego w Kielcach przygotował biograficzny musical Bem! Powrót Człowieka-Armaty w reżyserii Michała Walczaka z muzyką Wiktora Stokowskiego[93].

## Upamiętnienie Bema

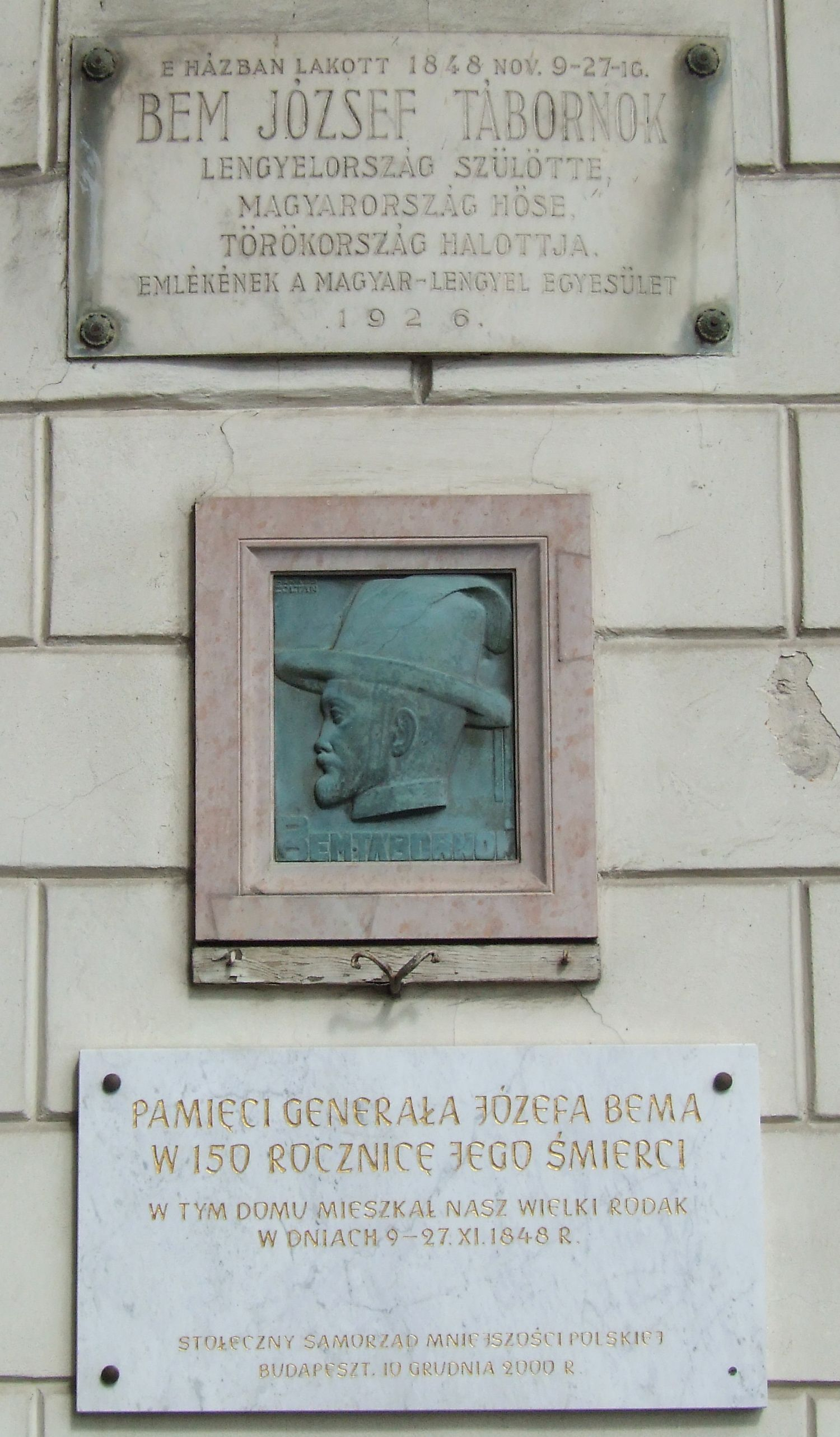
Dwujęzyczna tablica węgiersko-polska na budynku, w którym Bem mieszkał w Budapeszcie w 1848 roku

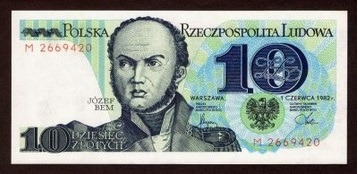
Banknot 10-złotowy z PRL-u z wizerunkiem generała

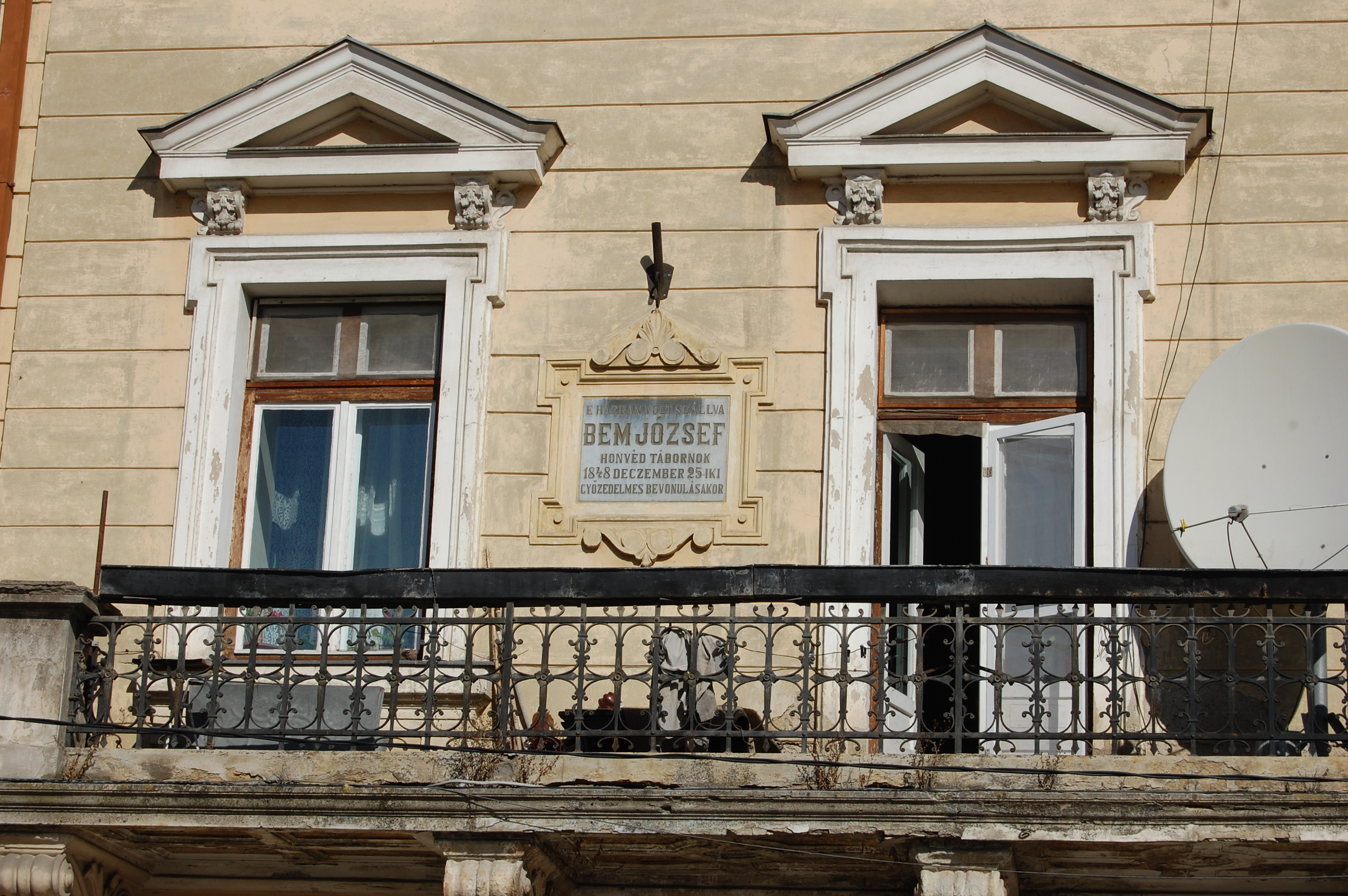
Pamiątkowa tablica na domu w rumuńskim mieście Kluż-Napoka, w którym w 1848 r. mieszkał gen. Bem

### Polska
- XVI Poznańska Drużyna Harcerzy imienia generała Józefa Zachariasza Bema Musira Murada Paszy marszałka Węgier i Turcji odznaczonego krzyżem Virtuti Militari
- Osiedle Bema w Białymstoku
- patron 186 Szczepu Warszawskich Drużyn Harcerskich i Zuchowych „Gniazdo” z Hufca Warszawa-Centrum w Warszawie
- patron Centrum Szkolenia Artylerii i Uzbrojenia w Toruniu
- patron 1 Brygady Artylerii Armat[94]
- patron 1 Mazurskiej Brygady Artylerii
- nazwa jednej z warszawskich dzielnic – Bemowo
- od 1924 roku patron XIII Łódzkiej Grunwaldzkiej Drużyny Harcerzy Stalowa Trzynastka[95]
- 1 Ostrołęcka Drużyna Harcerzy „Piorun” im. Gen. J. Bema
- Hufiec ZHP Tarnów im. Gen. Józefa Bema
- Hufiec ZHP Ostrołęka im. gen. Józefa Bema
- portret na polskim banknocie 10-złotowym, będącym w obiegu w latach 1982–1994[96]
- patron ulic, placów, szkół w wielu miejscowościach Polski
- Szlak Generała Józefa Bema: Borek Fałęcki (Kraków) – Kobierzyn – Sidzina – Libertów – Gaj – Mogilany – Las Bronaczowa – Radziszów (stacja kolejowa)[97]
- patron Gimnazjum Nr 13 w Łodzi
- patron Szkoły Podstawowej nr 123 w Krakowie[98]
- patron Szkoły Podstawowej nr 17 w Toruniu
- patron Szkoły Podstawowej nr 34 w Białymstoku
- patron Szkoły Podstawowej nr 15 w Tarnowie
- patron Szkoły Podstawowej nr 1 w Dobrym Mieście
- patron Szkoły Podstawowej nr 18 w Szczecinie[99]
- patron Szkoły Podstawowej nr 22 w Jaworznie
- patron Zespołu Szkół w Zawierciu
- patron Zespołu Szkół Samochodowych w Toruniu
- patron Zespołu Szkół nr 1 w Ciechanowie
- patron Zespołu Szkół nr 2 w Milanówku
- patron Zespołu Szkół w Starym Polu
- patron Szkoły Podstawowej nr 1 w Sulechowie
- patron Szkoły Podstawowej nr 23 w Poznaniu
- patron Zespołu Szkół Licealno-Technicznych w Kluczborku
- patron Liceum Ogólnokształcącego nr 1 w Ostrołęce
- patron LXV Liceum Ogólnokształcącego w Warszawie
- patron Szkoły Podstawowej w Bemowie Piskim
- Szczep 53 WDHiZ im. Gen. Józefa Bema
- 10 maja 1928 roku Poczta Polska wprowadziła do obiegu znaczek o wartości 25 gr. (numer katalogowy 237) z okazji złożenia zwłok gen. Józefa Bema w mauzoleum w Tarnowie[100].
- podobizna J. Bema została umieszczona na banknocie 10 zł, który znajdował się w obiegu od 11 czerwca 1982 r. do 31 grudnia 1994 r.[101]
- 14 marca 1994 roku Poczta Polska wprowadziła do obiegu znaczek o wartości 5000 zł dla upamiętnienia 200. rocznicy urodzin Józefa Bema (Nr katalogowy 3333)[102].

Ponadto Józef Bem jest patronem ulic m.in. w: Białymstoku, Gdańsku, Gostyninie, Kielcach, Myślenicach, Prudniku, Sopocie, Sosnowcu, Starachowicach, Warszawie oraz Wrocławiu

### Węgry
Na Węgrzech Józef Bem jest również patronem wielu szkół, ulic i placów. Oprócz pomnika w Budapeszcie z 1934 roku znajduje się w tym mieście 14 placów oraz ulic noszących imię Bema. Praktycznie w każdym większym mieście znajduje się plac bądź ulica jego imienia. Jako patrona przyjęło go również Polskie Stowarzyszenie Kulturalne im. Józefa Bema na Węgrzech, a tradycją tego stowarzyszenia są doroczne obchody urodzin Bema obok jego pomnika w Budapeszcie.
Jest patronem wielu węgierskich szkół. Poczta węgierska kilkukrotnie upamiętniała go na znaczkach pocztowych.

### Rumunia
Bem upamiętniony został również w Rumunii, np. pomnikiem w rumuńskiej miejscowości – Târgu Mureș, gdzie odbyła się jedna z bitew powstania węgierskiego.

## Pomniki

### Węgry

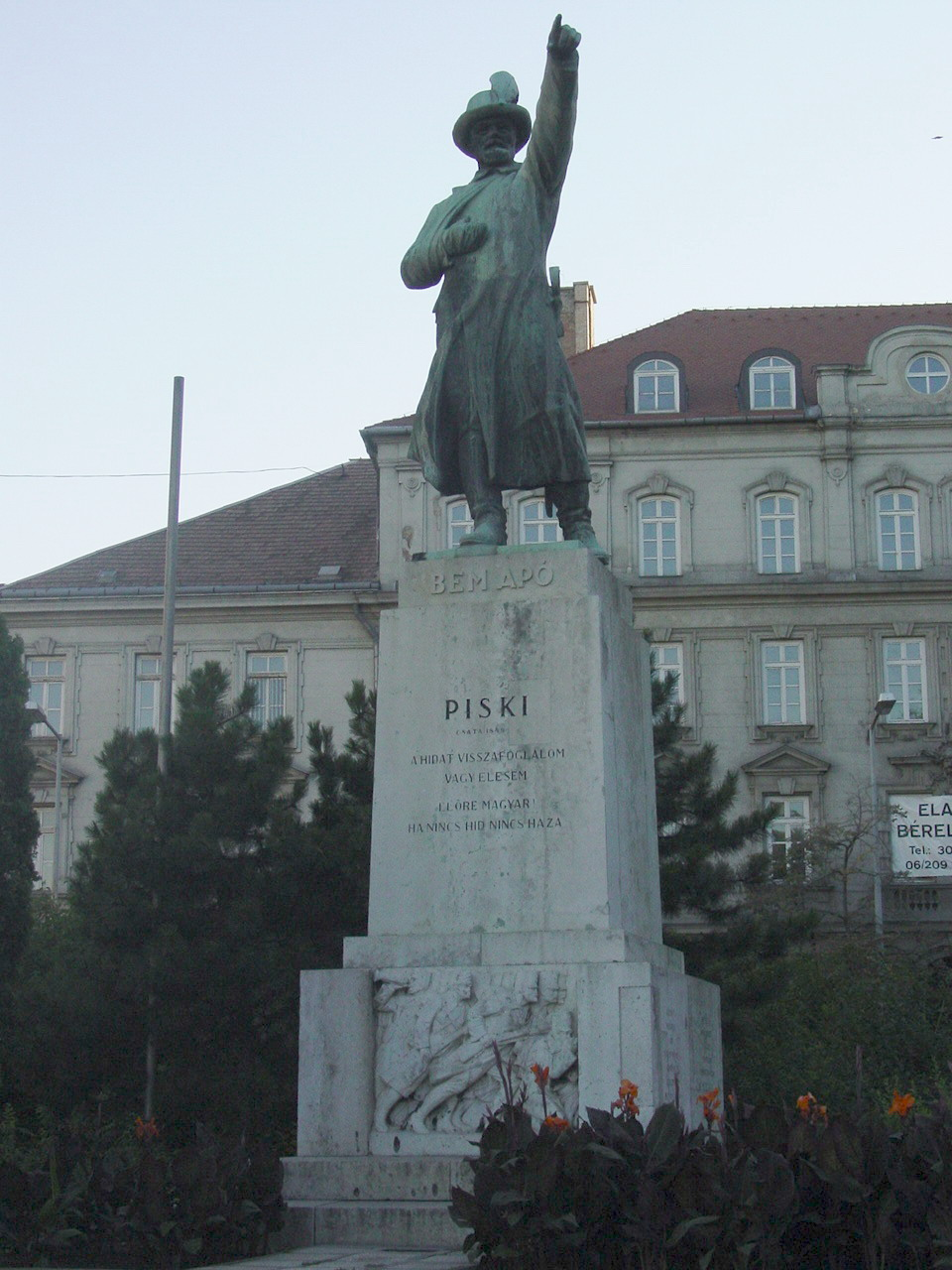
Pomnik gen. Józefa Bema w Budapeszcie. Bohater trzech narodów: Polski, Węgier oraz Turcji
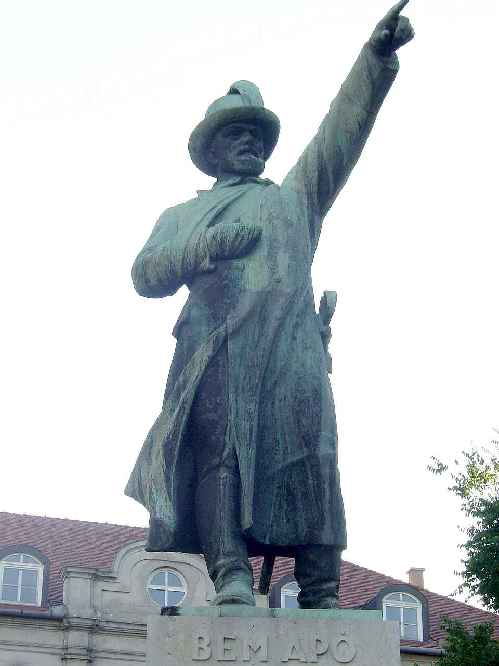
Rzeźba na pomniku
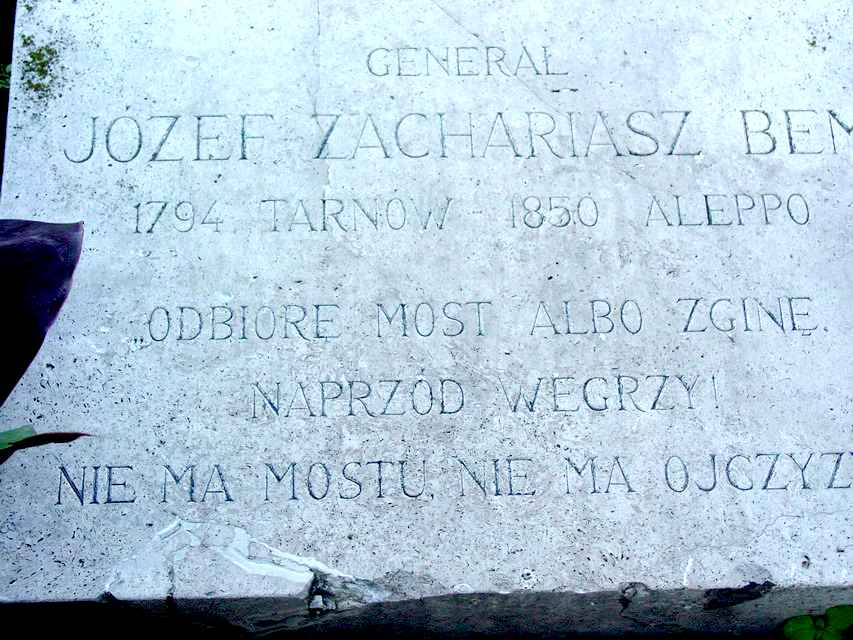
Cokół pomnika
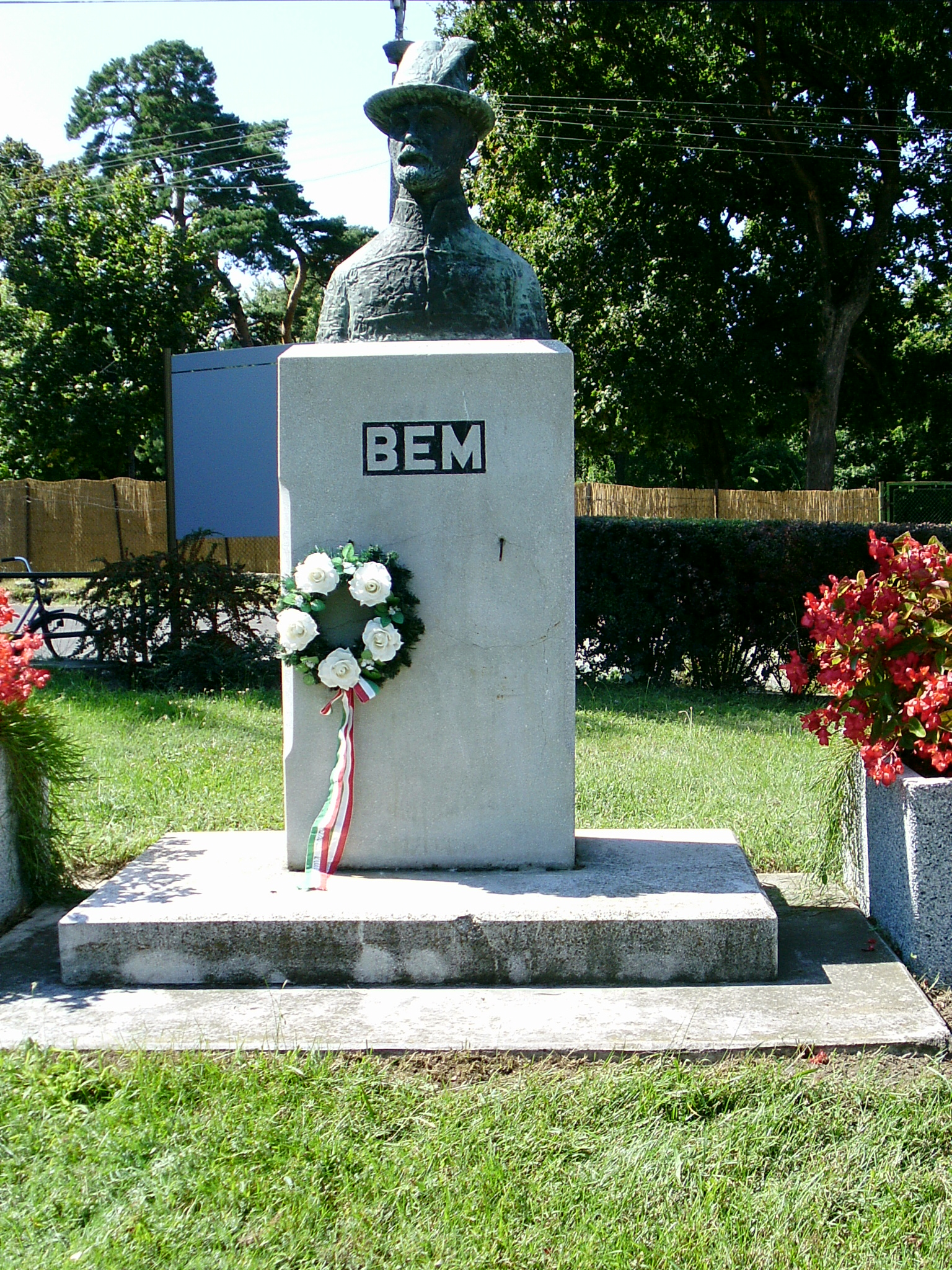
Pomnik Bema w Verpelét
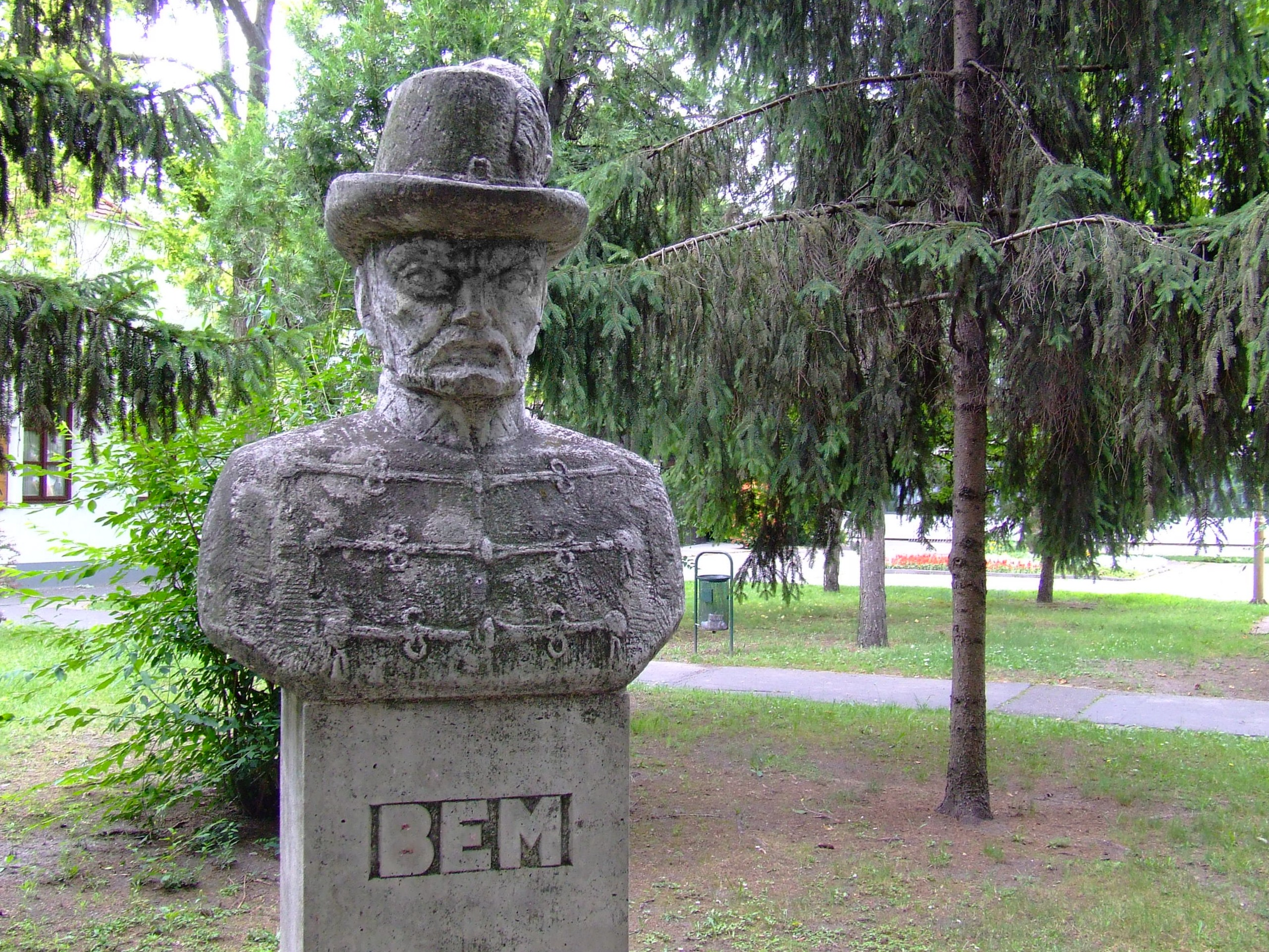
Pomnik Bema w Kiskőrös

### Rumunia

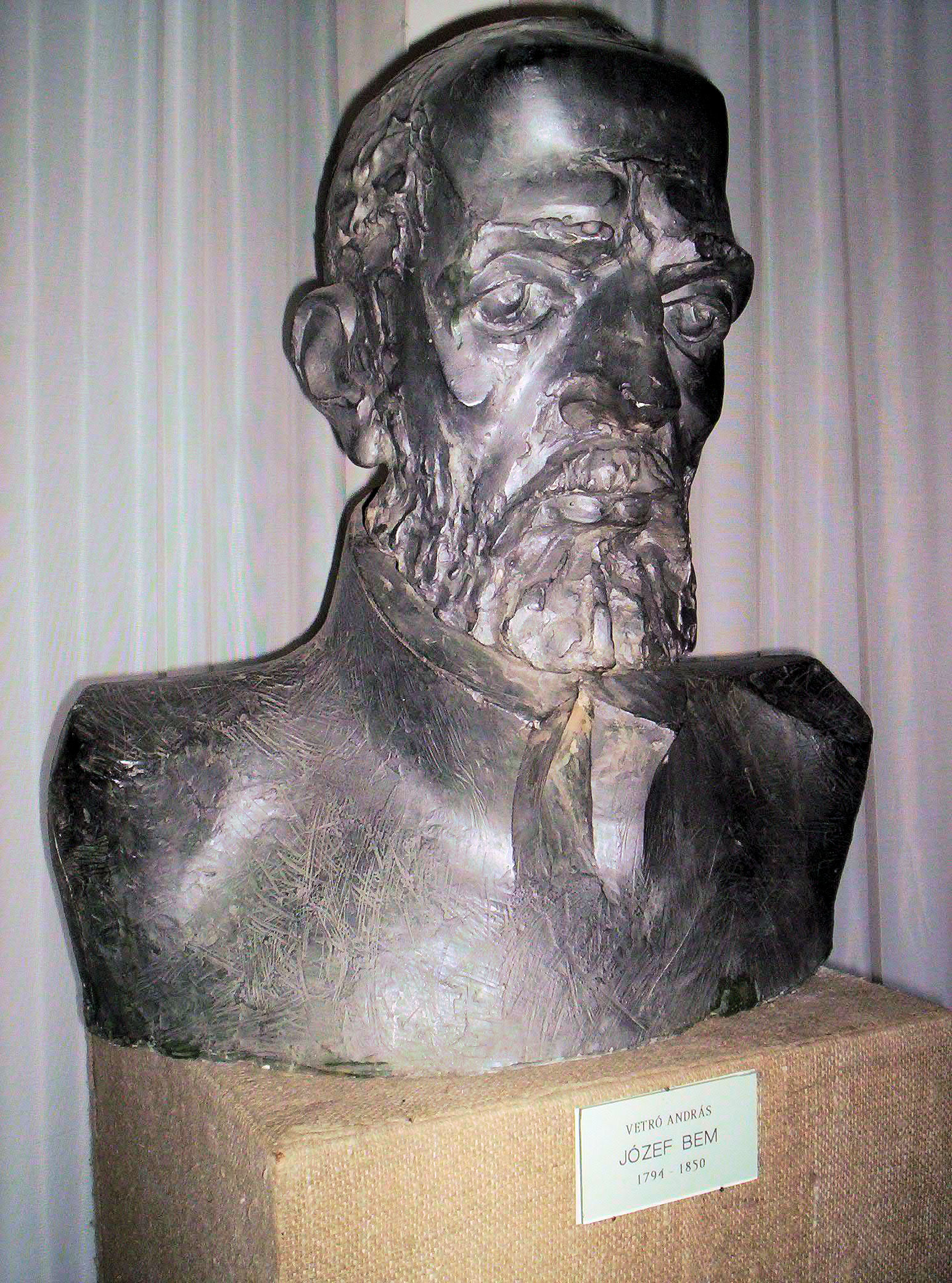
Popiersie w Céhtörténeti Múzeum
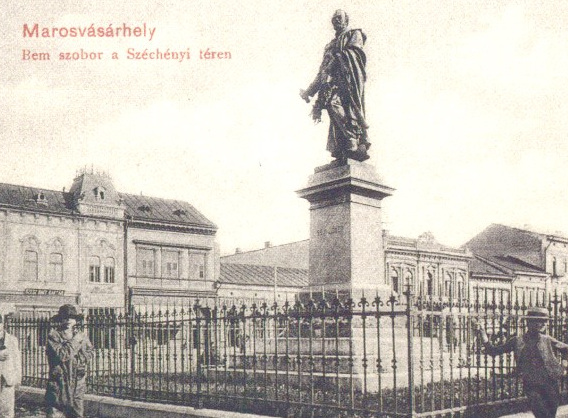
Nieistniejący pomnik generała Bema w Târgu Mureș, zburzony przez władze rumuńskie w 1922 roku
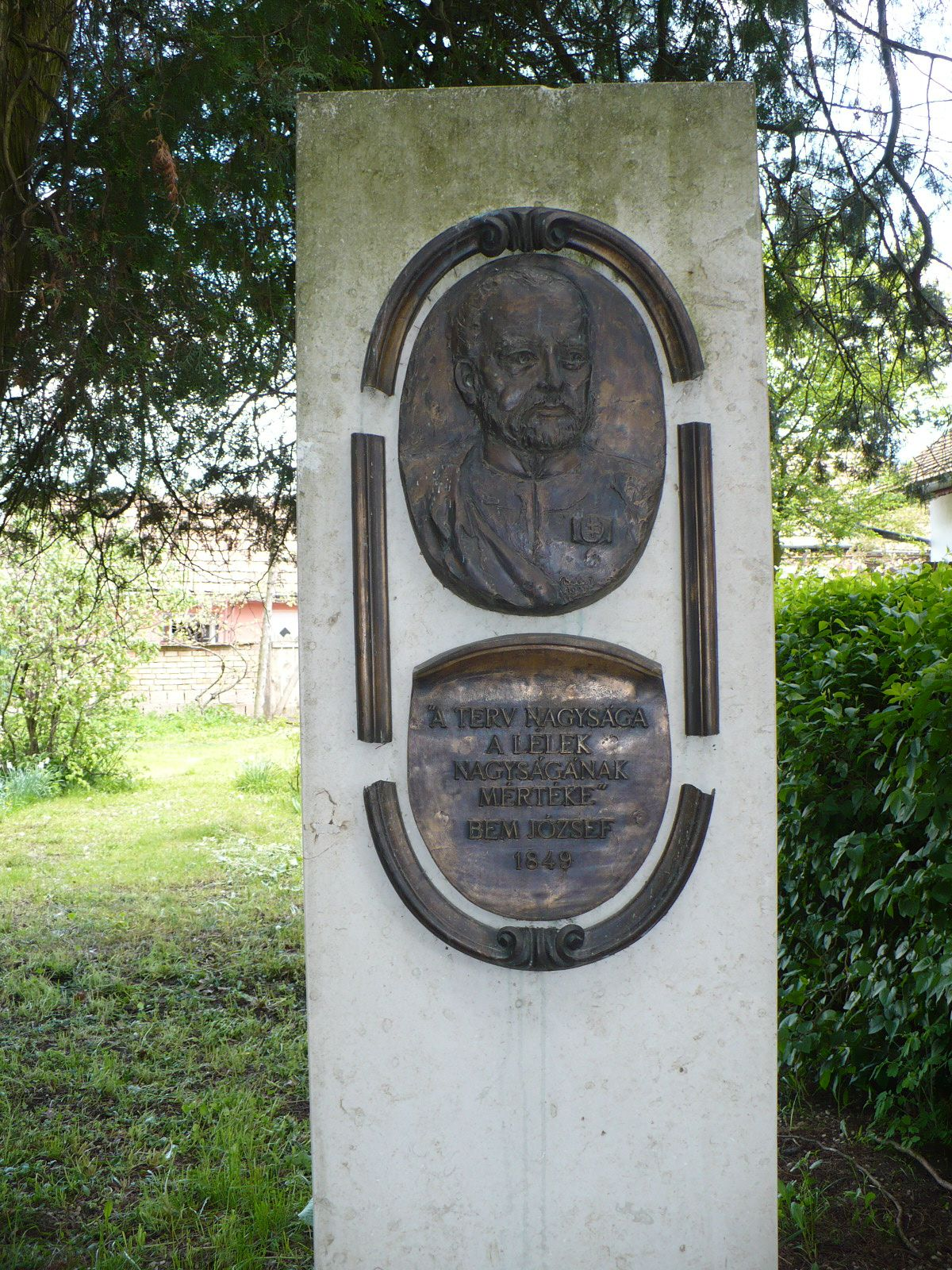
Obecny pomnik Bema w Târgu Mureș
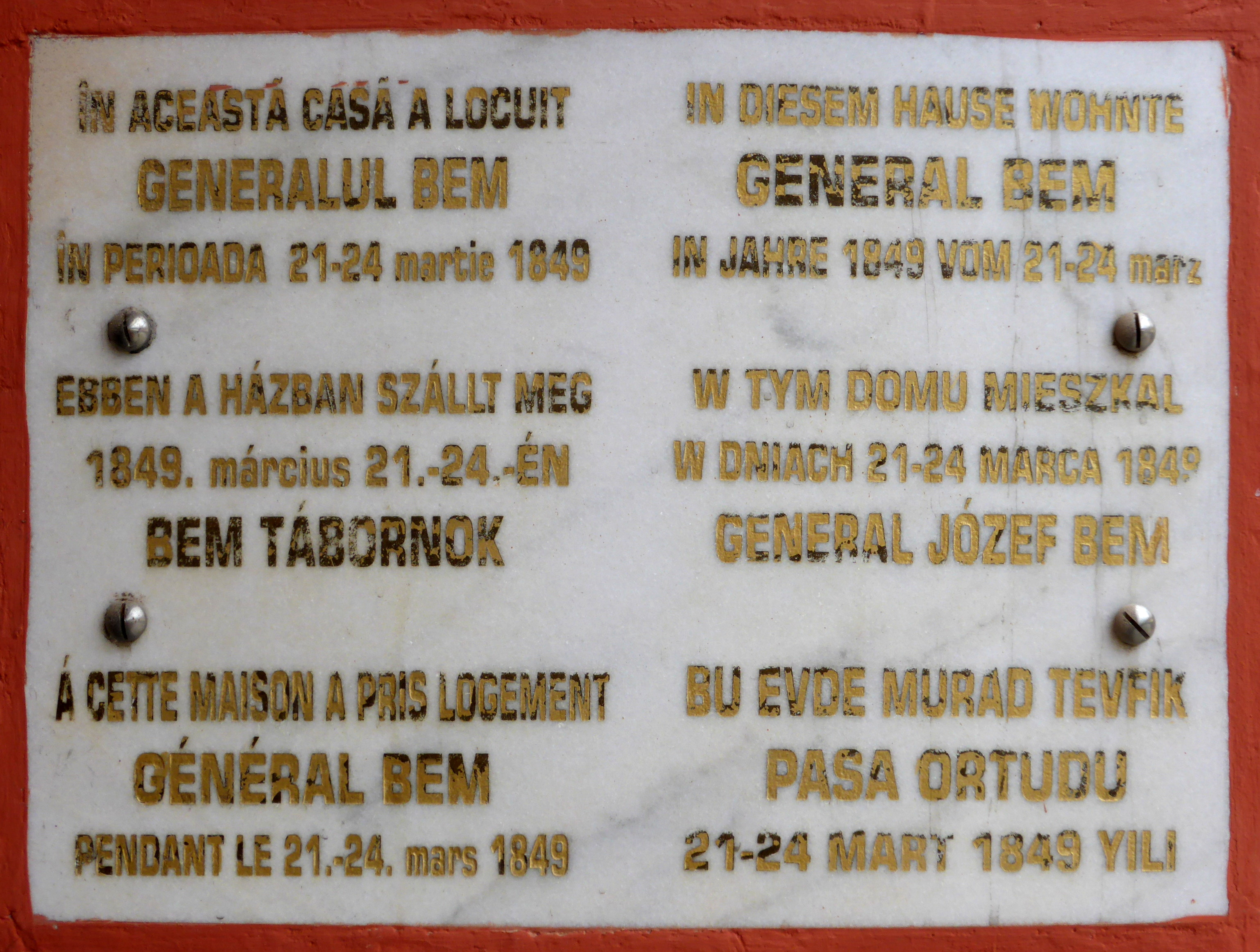
Tablica upamiętniająca pobyt Bema w Braszowie

### Polska

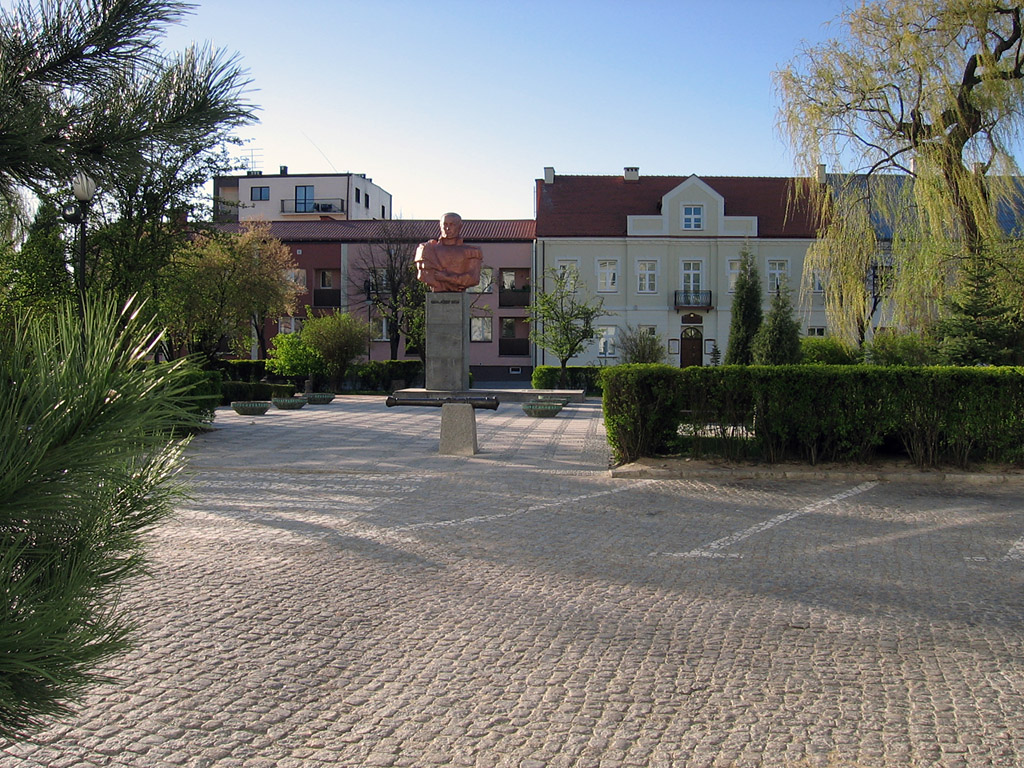
Plac Bema i pomnik w Ostrołęce
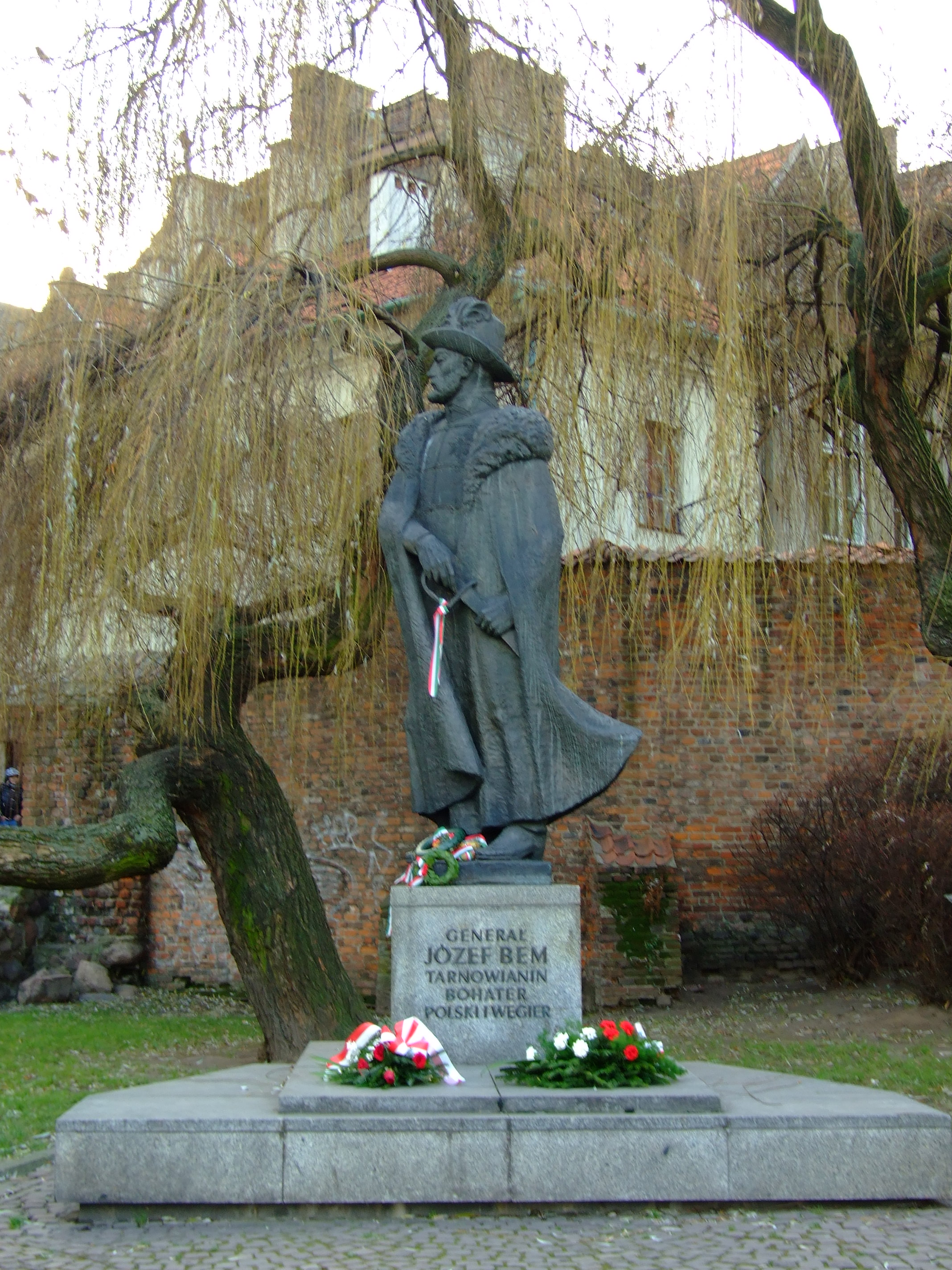
Pomnik w Tarnowie
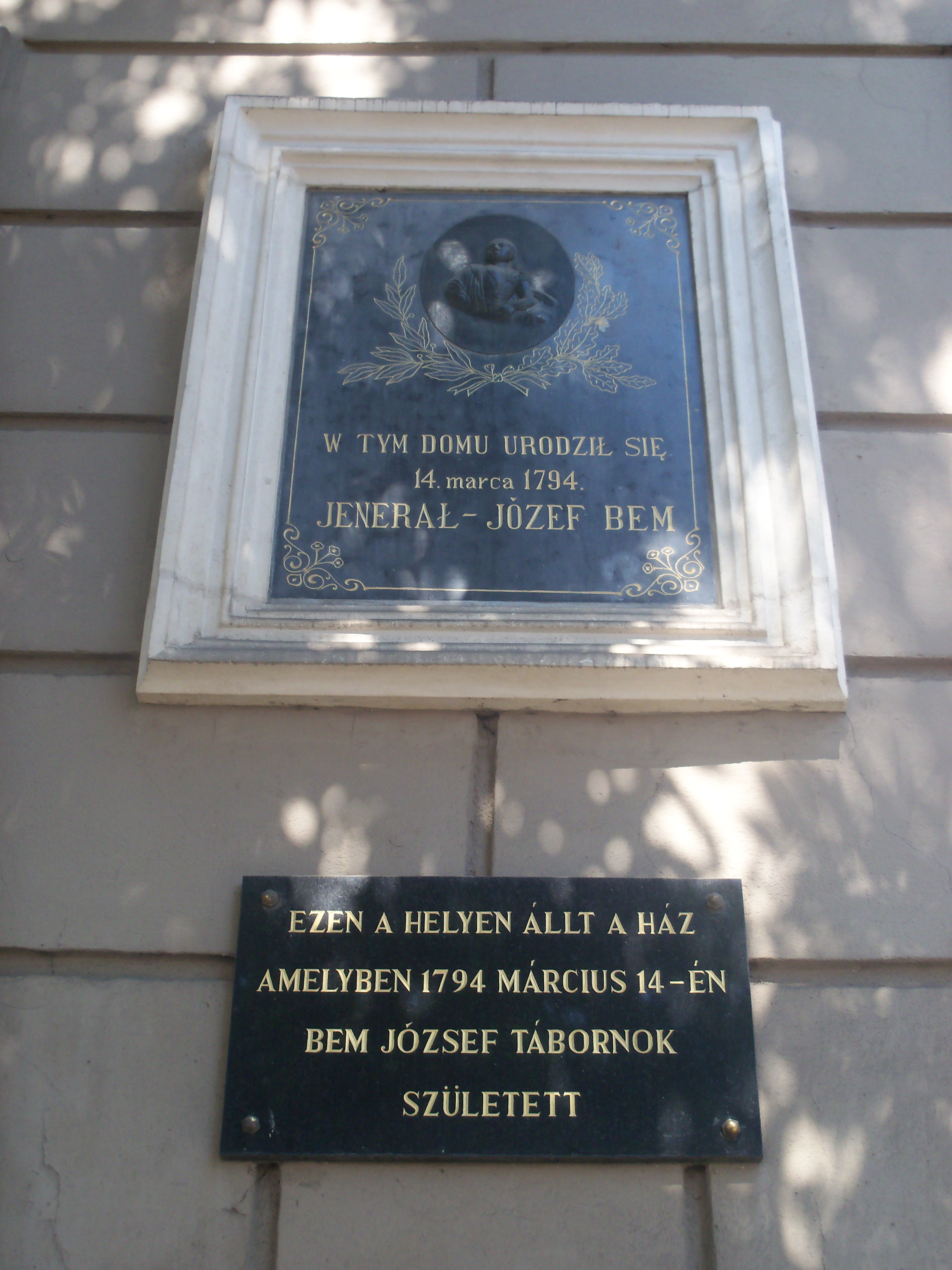
Tablica pamiątkowa w Tarnowie, na fasadzie domu, w którym urodził się Józef Bem
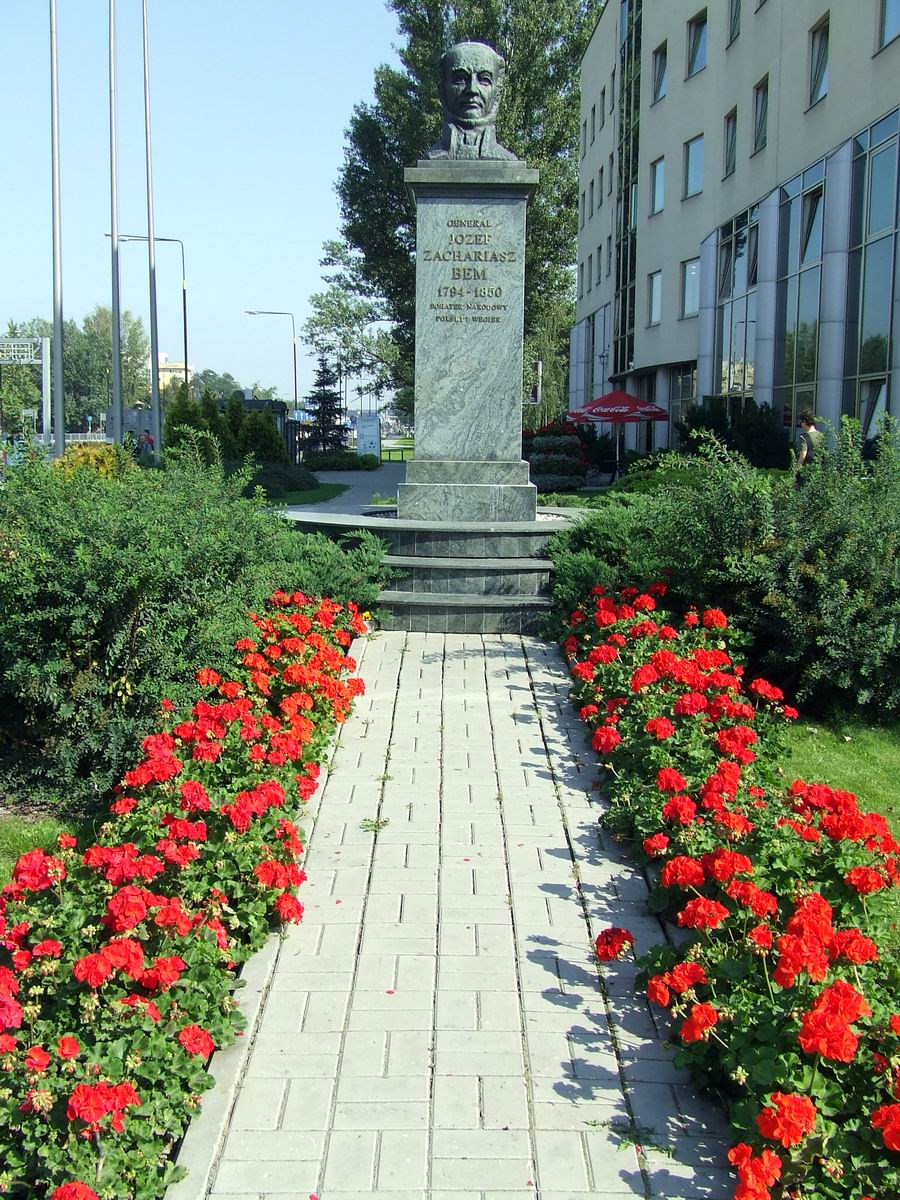
Przed ratuszem Bemowa w Warszawie
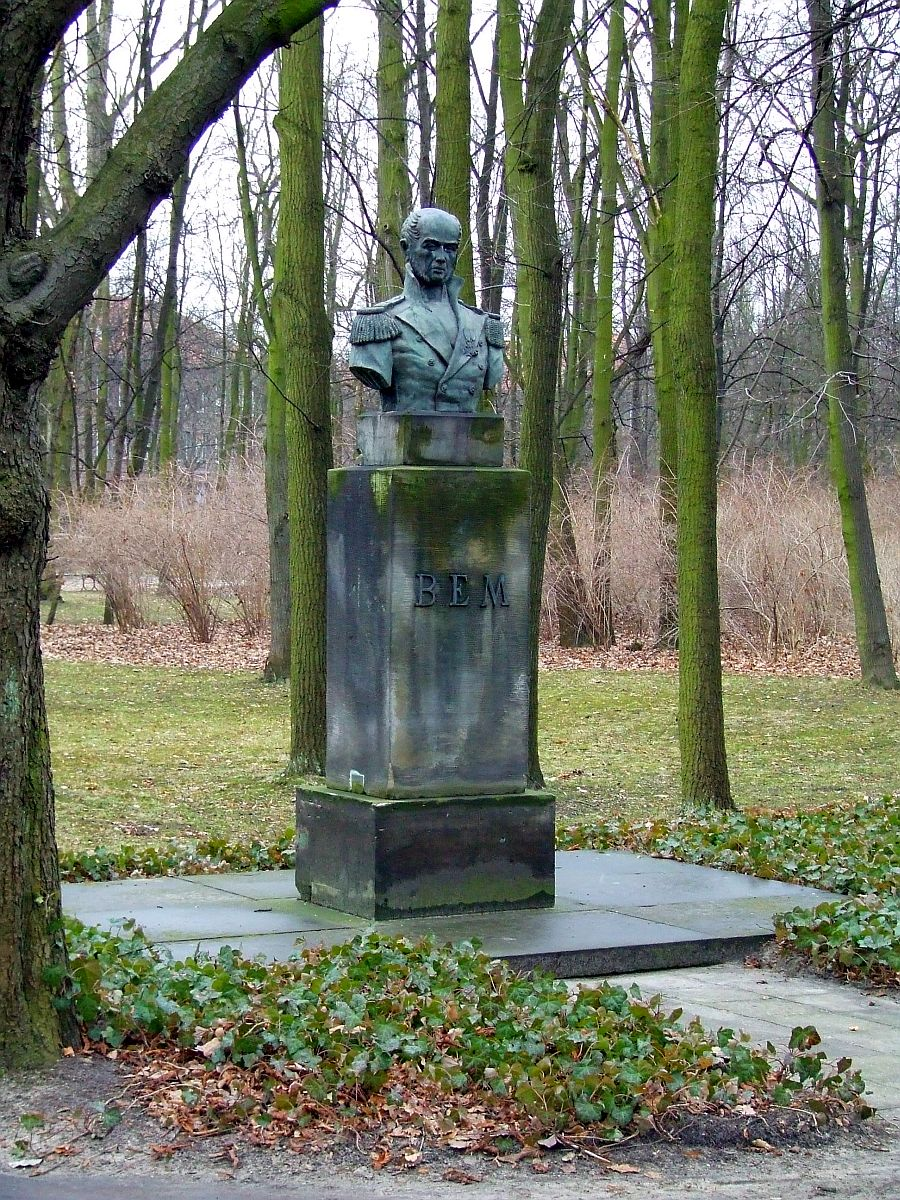
W Łazienkach w Warszawie
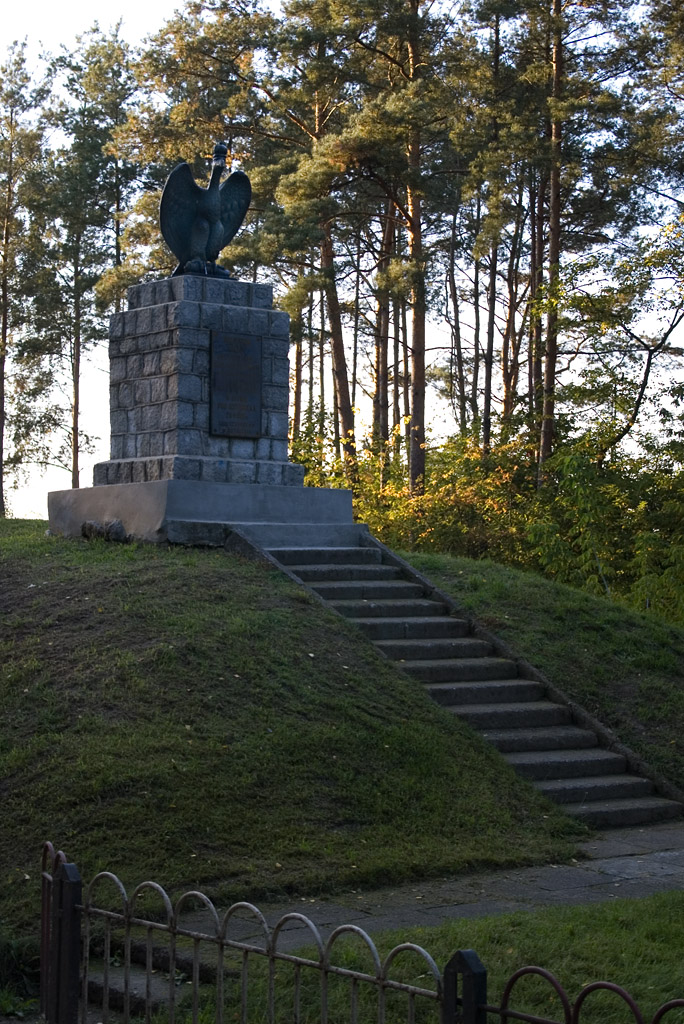
Pomnik ku czci szarży artylerii lekkokonnej gen. Bema w bitwie pod Ostrołęką 1831